# Чингисхан
Чингисха́н (монг. Чингис хаан, ᠴᠢᠩᠭᠢᠰ
ᠬᠠᠭᠠᠨ; МФА: [tʃiŋɡɪs χaːŋ]о файле), собственное имя — Тэмуджи́н, Темучи́н, Темучжи́н (монг. Тэмүжин, Тэмүүжин, ᠲᠡᠮᠦᠵᠢᠨ; ок. 1155 или 1162 — 18 или 25 августа 1227 года) — основатель и первый великий хан Монгольской империи, объединивший разрозненные монгольские и тюркские племена; полководец, организовавший завоевательные походы монголов в Китай, Среднюю Азию, Ближний Восток (в большей части на территории современного Ирана), на Кавказ и в Восточную Европу. Основатель самой крупной в истории человечества континентальной империи.
Он пришёл к власти, объединив многие кочевые племена монгольской степи, и был провозглашён в 1206 году на всеобщем курултае монгольской знати правителем монголов — Чингисханом. Когда племена Северо-Восточной Азии в основном перешли под его контроль, он положил начало монгольским вторжениям, которые в конечном итоге привели к завоеванию большей части Евразии и к монгольским набегам вплоть до Легницы в западной Польше и до Газы на юге. При жизни он совершал походы против Кара-Китая, Хорезма, Западного Ся и династии Цзинь, а его полководцы совершали набеги на средневековую Грузию, Черкесию, Киевскую Русь и Волжскую Булгарию. Исключительные военные успехи сделали Чингисхана одним из самых успешных и известных завоевателей всех времён, и к концу жизни великого хана Монгольская империя занимала значительную часть Средней Азии и Китая.
Чингисхан и его история завоеваний имеют ужасающую репутацию в местных историях. Многие средневековые летописцы и современные историки описывают его завоевания как массовые разрушения в несравнимых масштабах, приведшие к резкому сокращению населения в некоторых регионах как из-за массовых истреблений, так и голода. Оценки числа людей, погибших в ходе военных кампаний Чингисхана, варьируются от примерно четырёх миллионов по самым скромным подсчётам до шестидесяти миллионов в самых широких исторических отчётах. С другой стороны, буддийское уйгурское королевство Кочо, например, рассматривало его как освободителя и добровольно покинуло Каракитайскую империю, чтобы стать вассалами монголов. Источники раннего Возрождения также благосклонно изображали Чингисхана из уважения к великому распространению культуры, технологий и идей вдоль Шёлкового пути во времена Монгольской империи.
Помимо военных успехов, гражданские достижения Чингисхана включают установление монгольского права. Он также принял уйгурское письмо для записи языков на его обширных территориях. В правлении он руководствовался меритократией и проявлял религиозную терпимость. Современные монголы считают его отцом-основателем Монголии, объединившим кочевые племена Северо-Восточной Азии. Объединив Шёлковый путь в единую политическую среду, он также значительно облегчил сообщение и торговлю между Северо-Восточной Азией, мусульманской Юго-Западной Азией и христианской Европой, внеся вклад в развитие мировой торговли и расширив культурные воззрения всех евразийских цивилизаций того времени.
После смерти в 1227 году наследниками империи стали его прямые потомки от первой жены Бортэ по мужской линии, так называемые Чингизиды. Где и как был захоронен Чингисхан, до сих пор точно не установлено, ибо источники приводят разные места и способы его погребения.

## Родословная
Согласно «Сокровенному сказанию», предком Чингисхана был Бортэ-Чино, который породнился с Гоа-Марал и поселился в Хэнтэе (центрально-восточная Монголия) вблизи горы Бурхан-Халдун. По предположению Рашид ад-Дина, это событие состоялось в середине VIII века. От Бортэ-Чино во 2—9 поколениях родились Бата-Цагаан, Тамачи, Хоричар, Ууджим Буурал, Сали-Хаджау, Еке Нюдэн, Сим-Сочи, Харчу.
В 10 колене родился Боржигидай-Мэргэн, женившийся на Монголжин-гоа. От них в 11 колене фамильное древо продолжил Тороколджин-багатур, женившийся на Борочин-гоа, от них родились Добун-Мэргэн и Дува-Сохор. Женой Добун-Мэргэна стала Алан-гоа — дочь Хорилардай-Мэргэна от одной из его трёх жён Баргужин-Гоа. Таким образом, праматерь Чингисхана — родом из хори-туматов, одной из бурят-монгольских ветвей (Сокровенное сказание. § 8. Рашид ад-Дин. — Т. 1. — Кн. 2. — С. 10).
Три младших сына Алан-гоа, родившиеся уже после смерти её мужа, считались родоначальниками монголов-нирун («собственно монголов»). От пятого, самого младшего сына Алан-гоа Бодончара вели своё происхождение Борджигины.

## Биография

### Рождение и юность

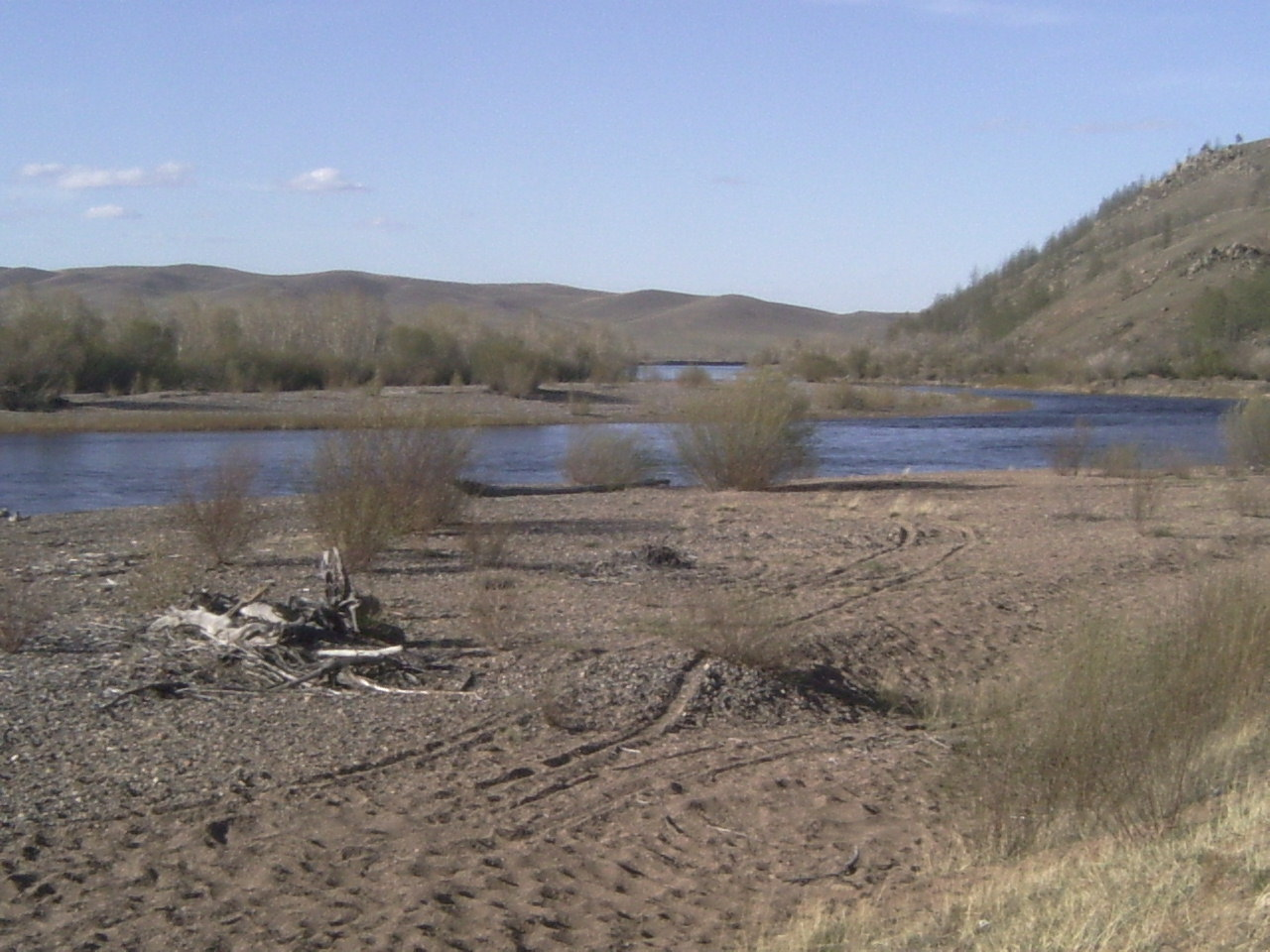
Река Онон осенью. Место, где родился и вырос Чингисхан

Тэмуджин родился в урочище Делюн-Болдок на берегу реки Онон в семье Есугей-багатура из рода Борджигин и его жены Оэлун из рода олхонут, которую Есугей отбил у меркита Еке-Чиледу. Мальчик был назван в честь пленённого Есугеем татарского вождя Тэмуджина-Уге, которого Есугей победил накануне рождения сына.

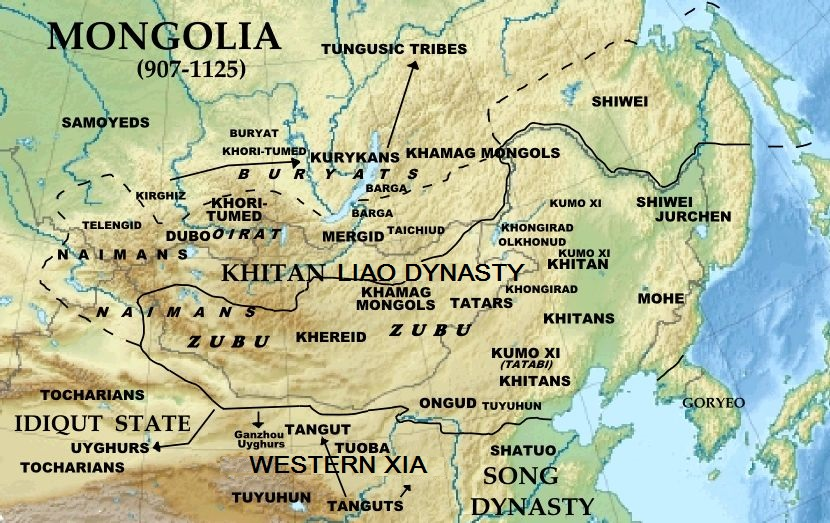
Монгольские племена в период государства Ляо (907—1125)

Год рождения Тэмуджина остаётся до конца не выясненным, так как основные источники указывают на разные даты. По данным единственного прижизненного Чингисхану источника Мэн-да бэй-лу (1221) и согласно расчётам Рашид ад-Дина, сделанным им на основании подлинных документов из архивов монгольских ханов, Тэмуджин родился в 1155 году. «История династии Юань» не даёт точной даты рождения, а только лишь называет длительность жизни Чингисхана как «66 лет» (с учётом условного года внутриутробной жизни, учитываемого в китайской и монгольской традиции счёта продолжительности жизни, и с учётом того, что «начисление» очередного года жизни происходило одновременно у всех монголов с празднованием Восточного нового года, то есть от рождения, скорее всего, прошло 65 лет, если следовать «западной» традиции счёта продолжительности жизни), что при отсчёте от известной даты его смерти и даёт в качестве даты рождения 1162 год. Впрочем, эта дата не подкрепляется более ранними аутентичными документами из монголо-китайской канцелярии XIII века. Ряд учёных (например, П. Пеллио или Г. В. Вернадский) указывают на 1167 год, но эта дата остаётся наиболее уязвимой для критики гипотезой. М. Хоанг, ссылаясь на Рене Груссе, Вальтера Гайсиха и Мункуева, приводит ещё одну допустимую дату рождения — 1150 год. Новорождённый, как утверждают, сжимал в ладони сгусток крови, что предвещало ему славное будущее властелина мира.
Когда сыну было 9 лет, Есугей-багатур сосватал его Бортэ, 10-летней девочке из рода унгират. Оставив сына в семье невесты до совершеннолетия, чтобы те лучше узнали друг друга, он уехал домой. Согласно «Сокровенному сказанию», на обратном пути Есугей задержался на стоянке татар, где был отравлен. По возвращении в родной улус, он заболел и через три дня умер.
После смерти отца Тэмуджина его приверженцы покинули вдов (у Есугея было 2 жены) и детей Есугея (Тэмуджина, его братьев Хасара, Хачиуна, Тэмугэ, сестру Темулун и сыновей от второй его жены — Бектера и Бельгутея): глава клана тайчиутов выгнал семью с насиженных мест, угнав весь принадлежавший ей скот. Несколько лет вдовы с детьми жили в полной нищете, скитались в степях, питаясь кореньями, дичью и рыбой. В «Сокровенном сказании монголов» об этом периоде жизни Чингисхана говорилось: «Дети матушки Оэлун, черемшой и диким луком вскормленные, до ханского величия доросли!» Даже летом семья жила впроголодь, делая запасы на зиму. В этих условиях между Тэмуджином и его младшим братом Хасаром с одной стороны и их старшим единокровным братом Бектером с другой началась вражда, так как последний отбирал у первых добычу. Улучив подходящий момент, когда Бектер сидел на взгорке и наблюдал за пасущимися лошадьми, Тэмуджин и Хасар заползли с двух сторон и нацелили в него стрелы. Бектер попытался успокоить единокровных братьев, однако, увидев их решимость, обратился к ним с последней просьбой — пощадить его брата Бельгутея, после чего покорно сел на корточки и был убит.
Вождь тайчиутов, Таргутай-Кирилтух (дальний родственник Тэмуджина), объявивший себя властелином земель, когда-то занятых Есугеем, опасаясь конкуренции с подрастающим соперником, стал преследовать Тэмуджина. Убийство Бектера послужило предлогом для преследования Тэмуджина. Был послан отряд воинов, который напал на стойбище семьи Есугея. Тэмуджину удалось было бежать, но он был настигнут и взят в плен. На него надели колодку — две деревянные доски с отверстием для шеи, которые стягивались между собой. Колодка была мучительным наказанием: человек не имел возможности сам ни поесть, ни попить, ни даже согнать муху, севшую ему на лицо.
Как-то ночью он нашёл способ ускользнуть и спрятаться в маленьком озере, погружаясь вместе с колодкой в воду и выставляя из воды одни ноздри. Тайчиуты искали его в этом месте, однако не смогли обнаружить. Его заметил батрак из племени сулдус Сорган-Шира, который был среди них, но не выдал Тэмуджина. Он несколько раз проходил мимо сбежавшего пленника, успокаивая его и для других делая вид, что разыскивает его. Когда ночные поиски закончились, Тэмуджин вылез из воды и пошёл к жилищу Сорган-Ширы, надеясь на то, что тот, спася раз, поможет и ещё. Однако Сорган-Шира не захотел его укрывать и уже собирался прогнать Тэмуджина прочь, как вдруг сыновья Соргана заступились за беглеца, которого потом спрятали в телеге с шерстью. Когда появилась возможность отправить Тэмуджина домой, Сорган-Шира посадил его на кобылицу, снабдил оружием и проводил в путь (впоследствии этой семье было дано привилегированное положение в империи, а Чилаун, сын Сорган-Ширы, стал одним из четырёх нукеров Чингисхана).
Через некоторое время Тэмуджин нашёл свою семью. Борджигины сразу же перекочевали на другое место, и тайчиуты не смогли их обнаружить. В возрасте 11 лет Тэмуджин подружился со своим ровесником знатного происхождения из племени джадаран (джаджират) — Джамухой, который позднее стал вождём этого племени. С ним в своём детстве Тэмуджин дважды становился побратимом (андой).
Несколькими годами позднее Тэмуджин женился на своей наречённой Бортэ (к этому времени в услужении у Тэмуджина появляется Боорчу, также вошедший в четвёрку приближённых нукеров). Приданым Бортэ стала роскошная соболья шуба. Тэмуджин вскоре направился к самому могущественному из тогдашних степных вождей — Тоорилу, хану племени кереитов. Тоорил был побратимом (андой) отца Тэмуджина, и ему удалось заручиться поддержкой вождя кереитов, напомнив об этой дружбе и поднеся соболью шубу Бортэ. По возвращении Тэмуджина от Тоорил-хана кузнец Джарчиудай отдал ему в услужение своего сына Джелме, ставшего одним из его полководцев.

### Борьба за влияние в степи
При поддержке Тоорил-хана силы Тэмуджина стали постепенно расти. К нему стали стекаться нукеры; он совершал набеги на соседей, умножая свои владения и стада. Он отличался от остальных завоевателей тем, что в ходе сражений старался сохранить в живых как можно больше человек из улуса противника, чтобы в дальнейшем привлечь их к себе на службу.

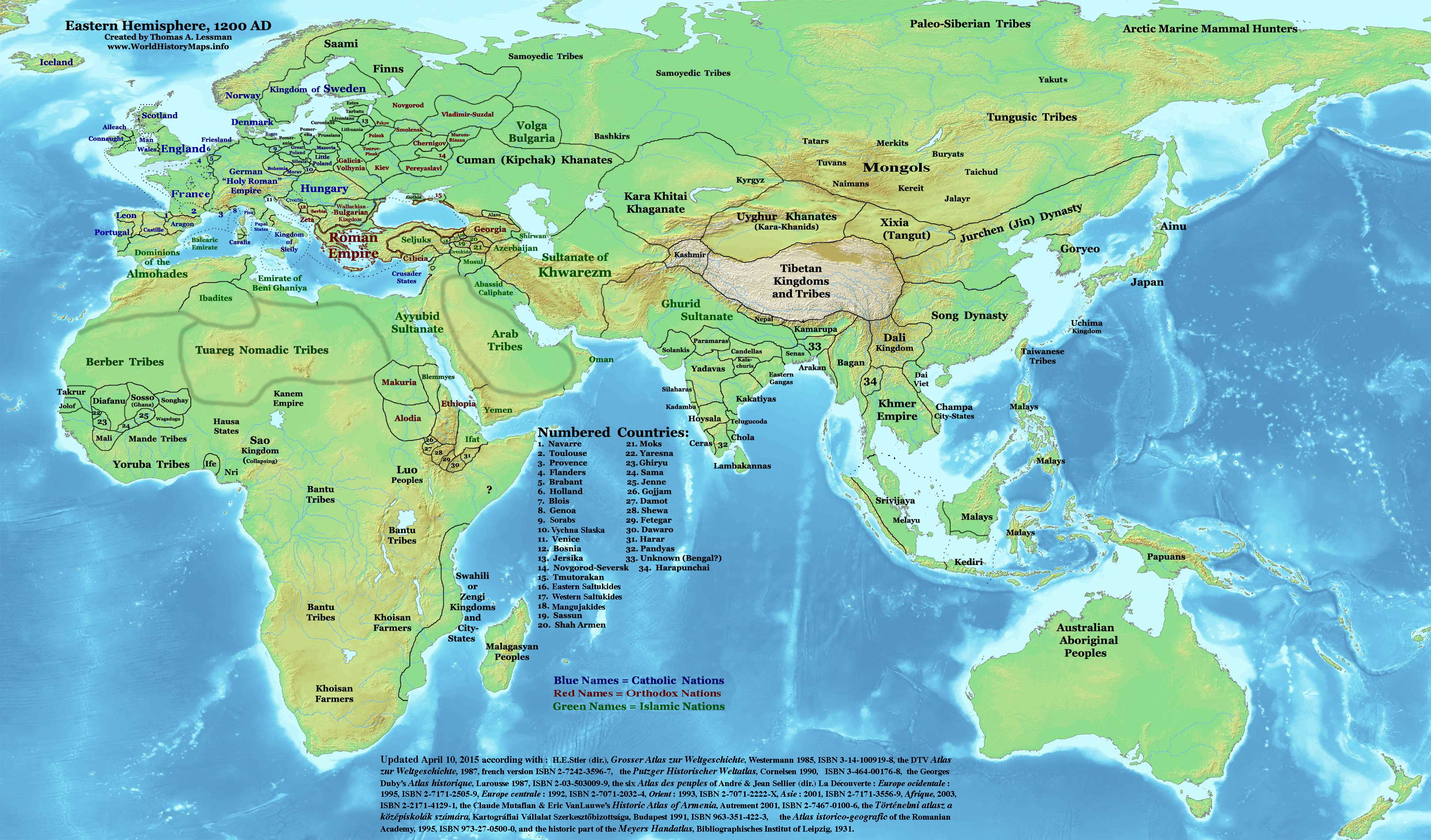
Карта Евразии до начала монгольских завоеваний

Первыми серьёзными противниками Тэмуджина оказались меркиты, действовавшие в союзе с тайчиутами. В отсутствие Тэмуджина они напали на становище Борджигинов и угнали в плен Бортэ (по предположению, она была уже беременна и ждала первого сына Джучи) и вторую жену Есугея — Сочихэл, мать Бельгутея. В 1184 году (по приблизительным подсчётам, исходя из даты рождения Угэдэя), Тэмуджин с помощью Тоорила-хана и его кереитов, а также Джамухи из рода джаджиратов (приглашённого Тэмуджином по настоянию Тоорил-хана) разгромил меркитов в первом в своей жизни сражении в междуречье слияния рек Чикой и Хилок с Селенгой на территории нынешней Бурятии и вернул Бортэ. Мать Бельгутея, Сочихэл, отказалась вернуться назад.
После победы Тоорил-хан отправился в свою орду, а Тэмуджин и Джамуха остались жить вместе в одной орде, где они снова заключили союз побратимства, обменявшись золотыми поясами и конями. По прошествии некоторого времени (от полугода до полутора) они разошлись, при этом многие нойоны и нукеры Джамухи присоединились к Тэмуджину (что послужило одной из причин неприязни Джамухи к Тэмуджину). Отделившись, Тэмуджин приступил к устройству своего улуса, создавая аппарат управления ордой. Старшими в ханской ставке были поставлены два первых нукера — Боорчу и Джелме, командный пост получил Субэдэй-багатур, в будущем знаменитый полководец Чингисхана. В этот же период у Тэмуджина появляются второй сын Чагатай (точная дата его рождения неизвестна) и третий сын Угэдэй (октябрь 1186 года). Свой первый маленький улус Тэмуджин создал в 1186 году (1189/90 годы также являются вероятными) и имел 3 тумена (30 000 человек) войска.
Джамуха искал открытой ссоры со своим андой. Поводом стала гибель младшего брата Джамухи Тайчара при его попытке угнать из владений Тэмуджина табун лошадей. Под предлогом мести Джамуха со своим войском в 3 тьмы двинулся на Тэмуджина. Сражение произошло у гор Гулегу, между истоками реки Сенгур и верхним течением Онон. В этом первом большом сражении (по основному источнику «Сокровенное сказание монголов») потерпел поражение Тэмуджин.
Первым крупным военным предприятием Тэмуджина после поражения от Джамухи была война против татар совместно с Тоорил-ханом. Татары в то время с трудом отбивали атаки цзиньских войск, вступивших в их владения. Объединённые войска Тоорил-хана и Тэмуджина, примкнув к войскам Цзинь, двинулись на татар. Сражение произошло в 1196 году. Они нанесли татарам ряд сильных ударов и захватили богатую добычу. Правительство чжурчжэней Цзинь в награду за разгром татар присвоило степным вождям высокие титулы. Тэмуджин получил титул «Джаутхури» (военный комиссар), а Тоорил — «Ван» (князь), и с этого времени стал известен как Ван-хан. Тэмуджин стал вассалом Ван-хана, в котором Цзинь видела наиболее могущественного из правителей Восточной Монголии.
В 1197—1198 гг. Ван-хан без Тэмуджина совершил поход против меркитов, разграбил и ничего не уделил своему названному «сыну» и вассалу Тэмуджину. Это положило начало новому охлаждению. После 1198 года, когда Цзинь разорила кунгиратов и другие племена, влияние Цзинь на Восточную Монголию стало ослабевать, что позволило Тэмуджину овладеть восточными районами Монголии. В это время умирает Инанч-хан, и найманское государство распадается на два улуса во главе Буюрук-хана на Алтае и Таян-хана на Чёрном Иртыше. В 1199 году Тэмуджин вместе с Ван-ханом и Джамухой, общими силами напали на Буюрук-хана, и он был разбит. По возвращении домой путь загородил найманский отряд. Бой было решено провести утром, но ночью Ван-хан и Джамуха скрылись, оставив Тэмуджина одного в надежде, что найманы покончат с ним. Но к утру Тэмуджин узнал об этом и отступил, не вступая в бой. Найманы же стали преследовать не Тэмуджина, а Ван-хана. Кереиты вступили в тяжёлый бой с найманами, и, в очевидности гибели, Ван-Хан направил гонцов к Тэмуджину с просьбой о помощи. Тэмуджин отправил своих нукеров, среди которых отличились в бою Боорчу, Мухали, Борохул и Чилаун. За своё спасение Ван-хан завещал после смерти свой улус Тэмуджину.

#### Совместный поход Ван-хана и Тэмуджина против тайджиутов
В 1200 году Ван-хан и Тэмуджин выступили в совместный поход против племени тайджиутов. На помощь к тайджиутам пришло племя меркитов. В этом бою Тэмуджин был ранен стрелой, после чего всю последующую ночь его отхаживал Джелме. К утру тайджиуты скрылись, оставив многих людей. Среди них был Сорган-Шира, спасший когда-то Тэмуджина, и меткий стрелок Джиргоадай, который сознался, что именно он стрелял в Тэмуджина. Он был принят в войско Тэмуджина и получил прозвище Джебе (наконечник стрелы). За тайджиутами была организована погоня. Многие, включая тайджиутских предводителей, были перебиты, некоторые сдались в услужение. Это была первая крупная победа, одержанная именно Тэмуджином.
В 1201 году некоторые монгольские силы (включавшие татар, тайджиутов, меркитов, ойратов и другие племена) решили объединиться в борьбе против Тэмуджина. Они приняли присягу верности Джамухе и возвели его на престол с титулом гурхан. Узнав об этом, Тэмуджин связался с Ван-ханом, который незамедлительно поднял войско и прибыл к нему.

#### Выступление против татар
В 1202 году Тэмуджин самостоятельно выступил против татар. Перед этим походом он отдал приказ, согласно которому под угрозой смертной казни категорически запрещалось захватывать добычу во время боя и преследовать неприятеля без приказа: начальники должны были делить захваченное имущество между воинами только по окончании боя. Несмотря на приказ, родственники Тэмуджина — Алтан, Даритай-отчигин и Хучар — ослушались и занялись захватом добычи раньше положенного срока; позже разгневанный Тэмуджин отправил к ним отряд во главе Джэбэ и Хубилая, повелев отобрать награбленное.
Жестокое сражение было выиграно, и на совете, собранном Тэмуджином после битвы, было решено уничтожить всех татар, кроме детей ниже тележного колеса, как месть за убитых ими предков монголов (в частности за отца Тэмуджина). Однако брат Тэмуджина Бельгутей проболтался о приказе татарину Церен-Эке. Предупреждённые татары успели вооружиться, спрятав в рукавах ножи, и монголы во время истребления сами понесли немалые потери. Впоследствии за это Бельгутею было запрещено впредь бывать на семейных советах.

#### Битва при Харахалджит-Элетах и падение улуса кереитов
Весной 1203 года при Харахалджит-Элетах произошло сражение войск Тэмуджина с объединёнными силами Джамухи и Ван-хана (хотя Ван-хан не хотел войны с Тэмуджином, но его уговорили его сын Нилха-Сангум, ненавидевший Тэмуджина за то, что Ван-хан отдавал тому предпочтение перед своим сыном и думал передать ему кереитский престол, и Джамуха, утверждавший, что Тэмуджин обменивается послами с найманским Таян-ханом). В этом сражении улус Тэмуджина понёс большие потери. Но был ранен сын Ван-хана, из-за чего кереиты покинули поле боя. Чтобы выиграть время, Тэмуджин начал отправлять дипломатические послания, целью которых было разобщить как Джамуху и Ван-хана, так и Ван-хана с сыном. В то же время ряд племён, не присоединившихся ни к одной из сторон, создал коалицию против как Ван-хана, так и Тэмуджина. Узнав об этом, Ван-хан напал первым и разбил их, после чего начал пировать. Когда об этом донесли Тэмуджину, было принято решение молниеносно напасть и застать противника врасплох. Не делая даже ночных остановок, войско Тэмуджина настигло кереитов и наголову их разбило осенью 1203 года. Улус кереитов перестал существовать. Ван-хан с сыном успели бежать, но натолкнулись на караул найманов, и Ван-хан погиб. Нилха-Сангум смог сбежать, но был убит позднее уйгурами.
С падением кереитов в 1204 году Джамуха с оставшимся войском примкнул к найманам в надежде на гибель Тэмуджина от рук Таян-хана или наоборот. Таян-хан видел в Тэмуджине единственного соперника в борьбе за власть в монгольских степях. Узнав о том, что найманы думают о нападении, Тэмуджин решился на поход против Таян-хана. Но перед походом он начал реорганизацию управления войском и улусом. В начале лета 1204 года войско Тэмуджина — около 45 000 всадников — выступило в поход на найманов. Войско Таян-хана поначалу отступило с целью заманить войско Тэмуджина в ловушку, но потом, по настоянию сына Таян-Хана — Кучлука, вступило в бой. Найманы были разбиты, лишь Кучлуку с небольшим отрядом удалось уйти на Алтай к своему дяде Буюруку. Таян-хан погиб, а Джамуха скрылся ещё до начала ожесточённого боя, поняв, что найманам не победить. В боях с найманами особенно отличились Хубилай, Джебе, Джелме и Субэдэй.

#### Поход против меркитов
Тэмуджин, развивая успех, выступил против меркитов, и меркитский народ пал. Тохтоа-беки, правитель меркитов, сбежал на Алтай, где объединился с Кучлуком. Весной 1205 года войско Тэмуджина напало на Тохтоа-беки и Кучлука в районе реки Бухтармы. Тохтоа-беки погиб, а его войско и большая часть найманов Кучлука, преследуемых монголами, утонули при переправе через Иртыш. Кучлук со своими людьми сбежал к кара-китаям (юго-западнее озера Балхаш). Там Кучлук сумел собрать разрозненные отряды найманов и кераитов, войти в расположение к гурхану и стать довольно значительной политической фигурой. Сыновья Тохтоа-беки бежали к кыпчакам, взяв с собой отрубленную голову отца. Преследовать их был послан Субэдэй.
После поражения найманов большинство монголов Джамухи перешло на сторону Тэмуджина. Самого же Джамуху в конце 1205 года выдали Тэмуджину живым его же нукеры, надеясь этим сохранить себе жизнь и выслужиться, за что они были казнены Тэмуджином как предатели.
Казнь Джамухи до сих пор вызывает споры историков, одна из основных версий состоит в том, что Тэмуджин предложил другу полное прощение и возобновление старой дружбы, но Джамуха отказался, сказав:

«как в небе есть место лишь для одного солнца, так и в Монголии должен быть только один владыка».
Он попросил лишь достойной смерти (без кровопролития). Его пожелание было удовлетворено — воины Тэмуджина сломали Джамухе хребет. Рашид ад-Дин предлагает такую версию событий: Чингисхан приказал Эльчидай-нойону, который особенно ненавидел Джамуху, разрубить последнего на куски.

### Реформы Великого хана

Имя Чингисхана в каллиграфическом написании (старомонгольское письмо)

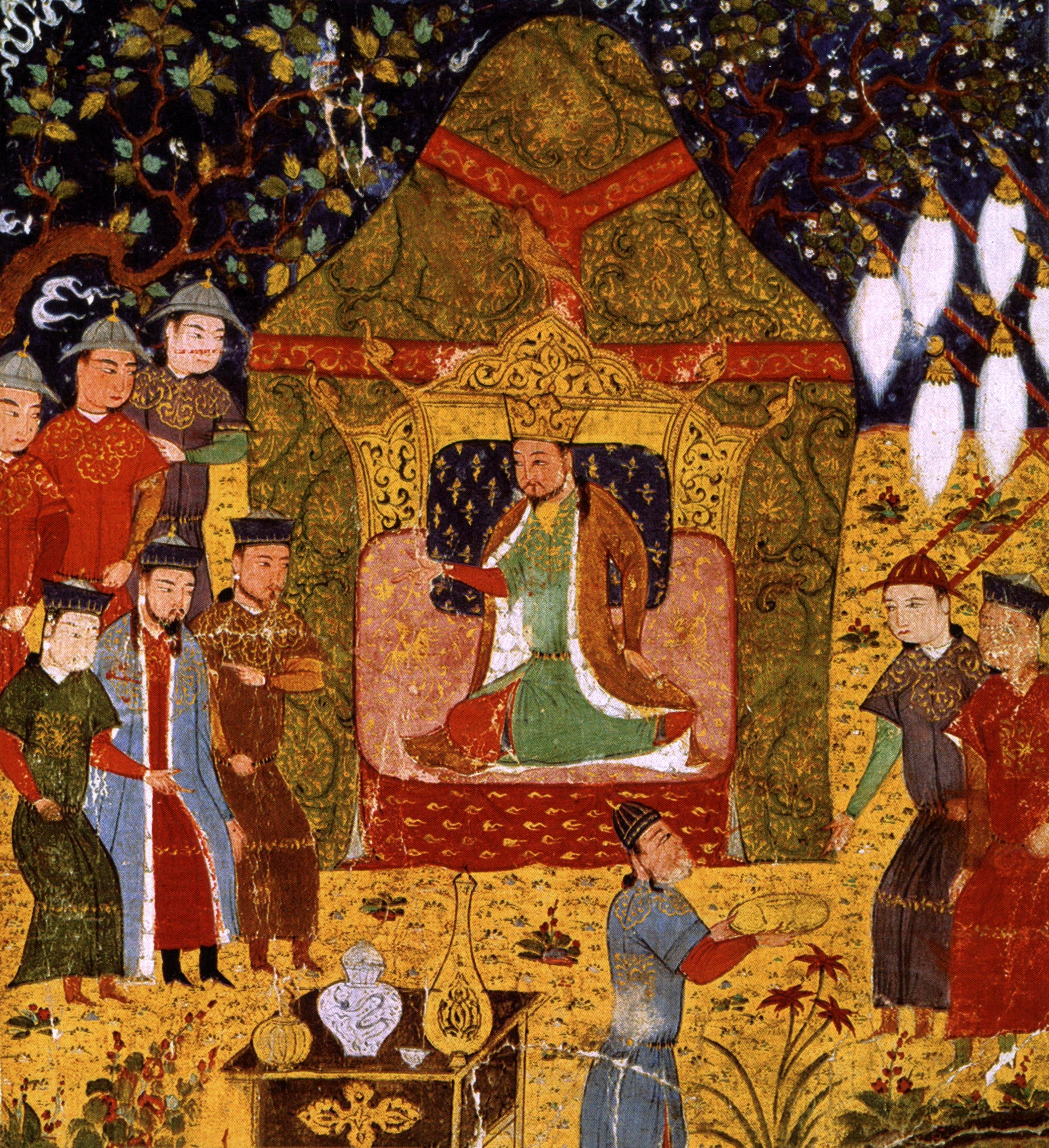
Тэмуджин провозглашается великим ханом на всемонгольском курултае и становится Чингисханом. Миниатюра из «Джами ат-таварих», Рашид ад-Дин, XIV век

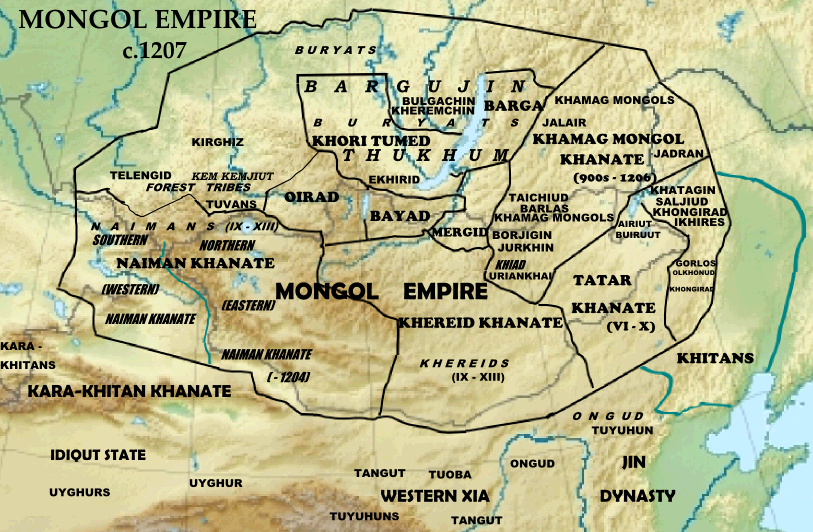
Монгольская империя около 1207 года

Весной 1206 года у истоков реки Онон на курултае Тэмуджин был провозглашён великим ханом над всеми племенами и получил титул «каган», приняв имя Чингис. Монголия преобразилась: разрозненные и враждующие монгольские кочевые племена объединились в единое государство.
Вступил в силу новый закон — Яса Чингисхана. В Ясе главное место занимали статьи о взаимопомощи в походе и запрещении обмана доверившегося. Нарушившего эти установления казнили, а врага монголов, оставшегося верным своему правителю, щадили и принимали в своё войско. Добром считались верность и храбрость, а злом — трусость и предательство, даже если это касалось личных качеств противника.
Всё население Чингисхан поделил на десятки, сотни, тысячи и тумены (десять тысяч), перемешав тем самым племена и роды и назначив командирами над ними специально подобранных людей из приближённых и нукеров. Все взрослые и здоровые мужчины считались воинами, которые в мирное время вели своё хозяйство, а в военное время брались за оружие. Вооружённые силы Чингисхана, сформированные таким образом, составляли примерно до 95 тысяч воинов.
Отдельные сотни, тысячи и тумены вместе с территорией для кочевания отдавались во владение тому или иному нойону. Великий хан, собственник всей земли в государстве, раздавал землю и аратов во владение нойонам, с условием, что те будут за это исправно выполнять определённые повинности. Важнейшей повинностью была военная служба. Каждый нойон был обязан по первому требованию сюзерена выставить в поле положенное число воинов. Нойон в своём уделе мог эксплуатировать труд аратов, раздавая им на выпас свой скот или привлекая их непосредственно к работе в своём хозяйстве. Мелкие нойоны служили крупным.
При Чингисхане было узаконено закрепощение аратов, запрещён самовольный переход из одного десятка, сотни, тысячи или тумена в другие. Этот запрет означал формальное прикрепление аратов к земле нойонов — за ослушание арату грозила смертная казнь.
Вооружённый отряд личных телохранителей, называемый кешик, пользовался исключительными привилегиями и предназначался для борьбы против внутренних врагов хана. Кешиктены подбирались из нойонской молодёжи и находились под личным командованием самого хана, будучи по существу ханской гвардией. Вначале в отряде числилось 150 кешиктенов. Кроме того, был создан особый отряд, который должен был всегда находиться в авангарде и первым вступать в бой с противником. Он был назван отрядом богатырей.
Чингисхан создал сеть линий сообщений, курьерскую связь в крупном масштабе для военных и административных целей, организовал разведку, в том числе и экономическую.
Чингисхан разделил страну на два «крыла». Во главе правого крыла он поставил Боорчу, во главе левого — Мухали, двух своих наиболее верных и испытанных сподвижников. Должность и звания старших и высших военачальников — сотников, тысячников и темников — он сделал наследственными в роду тех, кто своей верной службой помог ему овладеть ханским престолом.

### Покорение Северного Китая
В 1207—1211 годах монголы завоевали землю лесных племён, то есть подчинили себе практически все основные племена и народы Сибири, обложив их данью.
Перед покорением Китая Чингисхан решил обезопасить границу, захватив в 1207 году государство тангутов Си-Ся, которое располагалось между его владениями и государством Цзинь. Захватив несколько укреплённых городов, летом 1208 года Чингисхан отошёл к Лунцзиню, пережидая нестерпимую жару, выпавшую на тот год.

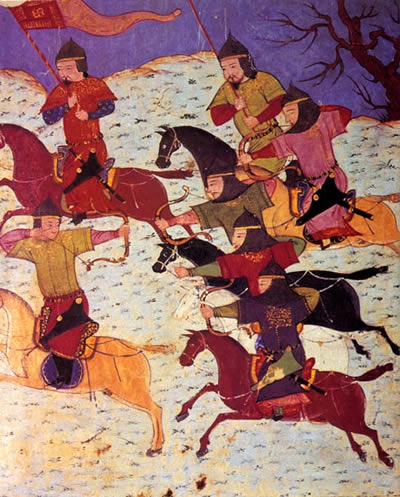
Монгольские всадники

Он захватил крепость и проход в Великой Китайской стене и в 1213 году вторгся непосредственно в китайское государство Цзинь, пройдя до Няньси в провинции Ханьшу. Чингисхан провёл свои войска вглубь континента и установил свою власть над провинцией Ляодун, центральной в империи. Несколько китайских полководцев перешли на его сторону. Гарнизоны сдавались без боя.
Утвердив своё положение вдоль всей Великой Китайской стены, осенью 1213 года Чингисхан послал три армии в разные концы Цзиньской империи. Одна из них, под командованием трёх сыновей Чингисхана — Джучи, Чагатая и Угэдея, направилась на юг. Другая под предводительством братьев и полководцев Чингисхана двинулась на восток к морю. Сам Чингисхан и его младший сын Толуй во главе основных сил выступили в юго-восточном направлении. Первая армия продвинулась до самого Хонана и, захватив двадцать восемь городов, присоединилась к Чингисхану на Великой Западной дороге. Армия под командованием братьев и полководцев Чингисхана захватила провинцию Ляо-си, а сам Чингисхан закончил свой триумфальный поход лишь после того, как достиг морского скалистого мыса в провинции Шаньдун. Весной 1214 года он вернулся в Монголию и заключил с китайским императором мир, оставив тому Пекин. Однако не успел предводитель монголов уйти за Великую Китайскую стену, как китайский император перевёл свой двор подальше, в Кайфын. Этот шаг был воспринят Чингисханом как проявление враждебности, и он снова ввёл войска в империю, теперь обречённую на гибель. Война продолжилась.
Войска чжурчжэней в Китае, пополнившись за счёт аборигенов, сражались с монголами до 1235 года по собственной инициативе, но были разбиты и истреблены преемником Чингисхана Угэдеем.

### Борьба с Найманским и Кара-киданьским ханствами
Вслед за Китаем Чингисхан готовился к походу в Среднюю Азию. Особенно его привлекали цветущие города Семиречья. Осуществить свой план он решил через долину реки Или, где располагались богатые города и правил ими давний враг Чингисхана — хан найманов Кучлук.

Походы Чингисхана и его полководцев

Пока Чингисхан завоёвывал все новые города и провинции Китая, беглый найманский хан Кучлук попросил давшего ему убежище гурхана помочь собрать остатки армии, разбитой при Иртыше. Заполучив под свою руку довольно сильное войско, Кучлук заключил против своего сюзерена союз с шахом Хорезма Мухаммедом, до этого платившим дань каракитаям. После короткой, но решительной военной кампании союзники остались в большом выигрыше, а гурхан был вынужден отказаться от власти в пользу незваного гостя. В 1213 году гурхан Чжилугу скончался, и найманский хан стал полновластным правителем Семиречья. Под его власть перешли Сайрам, Ташкент, северная часть Ферганы. Став непримиримым противником Хорезма, Кучлук начал в своих владениях гонения на мусульман, чем вызвал ненависть оседлого населения Жетысу. Правитель Койлыка (в долине реки Или) Арслан хан, а затем и правитель Алмалыка (к северо-западу от современной Кульджи) Бу-зар отошли от найманов и объявили себя подданными Чингисхана.
В 1218 году отряды Джэбэ совместно с войсками правителей Койлыка и Алмалыка вторглись в земли каракитаев. Монголы завоевали Семиречье и Восточный Туркестан, которыми владел Кучлук. В первой же битве Джэбэ разгромил найманов. Монголы разрешали мусульманам публичное богослужение, запрещённое ранее найманами, что способствовало переходу всего оседлого населения на сторону монголов. Кучлук, не сумев организовать сопротивление, бежал в Афганистан, где был пойман и убит. Жители Баласагуна открыли ворота монголам, за что город получил название Гобалык — «хороший город». Перед Чингисханом открылась дорога в пределы Хорезма.

### Завоевание Средней Азии
В 1218 году монголы снарядили в Среднюю Азию крупный торговый караван, везший много дорогих товаров и даров. Однако по прибытии в пограничный город Отрар караван был разграблен и перебит. Это стало удобным предлогом для организации грандиозного похода монгольской рати. Осенью 1219 года Чингисхан двинул свое войско с берегов Иртыша на запад. В том же году оно вторглось в Мавераннахр.

### На запад
После взятия Самарканда (весна 1220 года) Чингисхан отправил войска для захвата хорезмшаха Мухаммеда, бежавшего за Амударью. Тумены Джэбэ и Субэдэя прошли через Северный Иран и вторглись на Южный Кавказ, приводя города к покорности переговорами или силой и собирая дань. Узнав о смерти хорезмшаха, нойоны продолжили поход на запад. Через Дербентский проход они проникли на Северный Кавказ, разгромили аланов, а затем половцев. Весной 1223 года монголы разбили объединённые силы русских и половцев на Калке, но при отходе на восток потерпели поражение в Волжской Булгарии. Остатки монгольских войск в 1224 году вернулись к Чингисхану, который находился в Средней Азии.

### Смерть

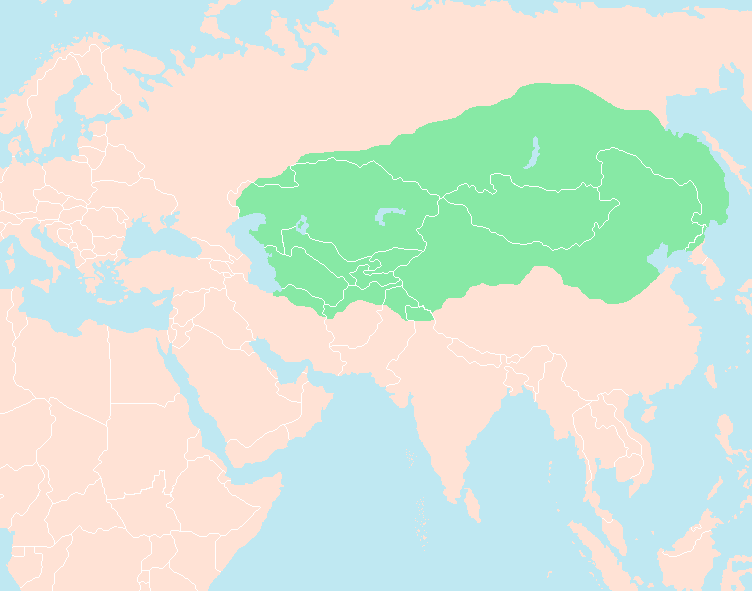
Империя Чингисхана на момент его смерти

По возвращении из Центральной Азии Чингисхан ещё раз провёл свою армию по Западному Китаю. Согласно Рашид-ад-дину, осенью 1225 года, откочевав к границам Си Ся, во время охоты Чингисхан упал с лошади и сильно ушибся. К вечеру у Чингисхана начался сильный жар. Вследствие этого, наутро был собран совет, на котором стоял вопрос «отложить или нет войну с тангутами». На совете не присутствовал старший сын Чингисхана Джучи, к которому и так было сильное недоверие, по причине его постоянных уклонений от приказов отца. Чингисхан приказал, чтобы войско выступило в поход против Джучи и покончило с ним, однако поход не состоялся, так как пришла весть о его кончине. Чингисхан проболел всю зиму 1225—1226 годов.
Весной 1226 года Чингисхан вновь возглавил войско, и монголы перешли границу Си-Ся в низовьях реки Эдзин-Гол. Тангуты и некоторые союзные племена были разбиты и потеряли несколько десятков тысяч убитыми. Мирное население Чингисхан отдал на поток и разграбление войску. Это было начало последней войны Чингисхана. В декабре монголы форсировали Хуанхэ и вышли в восточные районы Си-Ся. Под Лянчжоу произошло столкновение стотысячной армии тангутов с монголами. Тангутская армия была полностью разгромлена. Путь на столицу Тангутского царства теперь был открыт.
Зимой 1226—1227 годов началась последняя осада Чжунсина. Весной и летом 1227 года тангутское государство было уничтожено, а столица была обречена. Падение столицы Тангутского царства связано непосредственно со смертью Чингисхана, который скончался под её стенами. Согласно Рашид-ад-дину, он умер до падения столицы тангутов. По данным «Юань-ши», Чингисхан умер, когда жители столицы начали сдаваться. «Сокровенное сказание» рассказывает, что Чингисхан принял с дарами тангутского правителя, но, почувствовав себя плохо, приказал его умертвить. А затем приказал взять столицу и покончить с тангутским государством, после чего скончался. Источники называют разные причины смерти — внезапная болезнь, болезнь от нездорового климата тангутского государства, следствие падения с лошади. С уверенностью устанавливается, что он умер в начале осени (или в конце лета) 1227 года на территории тангутского государства сразу после падения столицы Чжунсин (современный город Иньчуань) и уничтожения тангутского государства. В качестве даты смерти в современных исследованиях встречаются разные даты: 25 августа, 18 августа.
Согласно завещанию, преемником Чингисхана стал его третий сын Угэдэй.
В 1266 году Хубилай, внук Чингисхана, присвоил ему посмертный титул Шен-ву-хуан-ди — «премудрый и воинственный император», позже дополненный до Фа-тянь-ци-юн Шен-ву-хуан-ди. Храмовое имя Чингисхана было Тай-цзу — «основатель династии».

#### Могила Чингисхана
Где был захоронен Чингисхан, до сих пор точно не установлено, источники приводят разные места и способы погребения. По словам летописца XVII века Саган-Сэцэна, «подлинный труп его, как говорят некоторые, был похоронен на Бурхан-Халдуне. Другие же говорят, что похоронили его на северном склоне Алтай-хана, или на южном склоне Кэнтэй-хана, или в местности, называемой Йэхэ-Утэк».

## Личность и внешность Чингисхана
Основные источники, по которым мы можем судить о жизни и личности Чингисхана, были составлены после его смерти (особенно важно среди них «Сокровенное сказание»). Из этих источников мы получаем сведения о чертах его характера. Происходя из народа, по-видимому, не имевшего до него письменности и развитых государственных институтов, Чингисхан был лишён книжного образования. С дарованиями полководца он соединял организаторские способности, непреклонную волю и самообладание. Щедростью и приветливостью он обладал в достаточной степени, чтобы сохранить привязанность своих сподвижников. Не отказывая себе в радостях жизни, он оставался чужд излишеств, несовместимых с деятельностью правителя и полководца, и дожил до преклонных лет, сохранив в полной силе свои умственные способности.
Как писал Г. В. Вернадский, не существует надёжного описания внешности Чингисхана. Одним из немногих источников, содержащих сведения о наружности Чингисхана, является труд посла Южной Сун Чжао Хуна Мэн-да бэй-лу, составленный им во время его визита в Северный Китай в 1221 году.

Что касается татарского владетеля Тэмоджина, то он высокого и величественного роста, с обширным лбом и длинной бородой. Личность воинственная и сильная. [Это] то, чем [он] отличается от других.— Мэн-да бэй-лу («Полное описание монголо-татар»)
Косвенные свидетельства о внешности Чингиса содержатся также в «Книге о разнообразии мира» Марко Поло. Опираясь, очевидно, на сообщения современников монгольского хана, Марко Поло сообщал о внешнем сходстве Чингисхана с его внуком Хубилаем. При этом самого Хубилая Марко Поло описывал следующим образом:

«Великий государь царей Хубилай-хан с виду вот какой: роста хорошего, не мал и не велик, среднего роста; толст в меру и сложен хорошо; лицом бел и, как роза, румян; глаза чёрные, славные, и нос хорош, как следует».— Марко Поло. Книга чудес света
Считая сведения Марко Поло достаточно надёжными, монгольский учёный Сайшал на их основании так реконструировал внешний облик Чингисхана:

«Основываясь на прямых и косвенных свидетельствах наших источников, внешний облик Чингисхана в молодости в общем представляется следующим: высокий, гладкий лоб, красивое, крупного овала (квадрата) белое с румянцем лицо, густые чёрные брови, довольно высокий, ровный нос, черные со светло-коричневым оттенком и огненным блеском глаза, широкие, плоские уши; телосложения крепкого, плечистый с сильными руками, осанка величественная, присущая могущественным вождям».— Сайшал. История Чингисхана

## Потомки

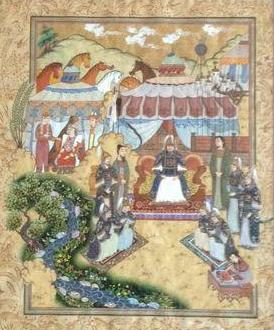
Чингисхан, его полководцы Джебе и Субэдэй, советник Елюй Чуцай, жена, дети и слуги

У Тэмуджина и его первой жены Бортэ было четыре сына: Джучи, Чагатай, Угэдэй, Толуй. Только они и их потомки наследовали высшую власть в государстве. У Тэмуджина и Бортэ также были дочери:
- Ходжин-бэги, жена Буту-гургэна из рода икирес.
- Чечейген (Чичиган), супруга Торельчи, младшего сына главы ойратов Худуха-бэки.
- Алагай (Алангаа, Алаха), вышедшая замуж за нойона онгутов Бай-Шибу. В 1219 году, когда Чингисхан выехал на войну с Хорезмом, он поручил ей государственные дела в своё отсутствие, поэтому Алагай также известна как «Тору дзасагчи гунджи» (принцесса-правительница).
- Тумэлун, жена Шику-Гургэна, сына Алчи-нойона из унгиратов, племени её матери Бортэ.
- Алталун (Алдуун), вышедшая замуж за Завтар-Сэцэна, нойона унгиратов.

У Тэмуджина и его второй жены меркитки Хулан-хатун, дочери Дайр-усуна, были сыновья Кюльхан (Хулугэн, Кулкан) и Харачар; а от татарки Есугэн (Есукат), дочери Церен-эке (Черен-эке) — сыновья Чахур (Джаур) и Хархад.
Сыновья Чингисхана продолжили дело отца и правили монголами, а также покорёнными землями, основываясь на Великой Ясе Чингисхана вплоть до 1920-х годов. Маньчжурские императоры, которые правили Монголией и Китаем с XVI по XIX век, были потомками Чингисхана по женской линии, так как женились на монгольских принцессах из рода Чингисхана. Первый премьер-министр Монголии XX века Сайн-Нойон-хан Намнансурэн (1911—1919), а также правители Внутренней Монголии (до 1954 года) являлись прямыми потомками Чингисхана.
Сводная родословная Чингисхана велась до XX века; в 1918 году религиозный глава Монголии Богдо-гэгэн издал приказ о сохранении Ургийн бичиг (фамильного списка) монгольских князей. Этот памятник хранится в музее и называется «Шастра государства Монголия» (Монгол Улсын шастир). Сегодня многие прямые потомки Чингисхана живут в Монголии и Внутренней Монголии (КНР), а также в других странах.
По мнению международной группы генетиков, изучающей данные Y-хромосомы, в 2003 году почти 8 % мужчин, живущих в пределах бывшей Монгольской империи (0,5 % от населения Земли), имеют почти идентичные Y-хромосомы. Соответственно, на 2003 год жило около 16 миллионов потомков Чингисхана по мужской линии.

### Родовое древо
| Оэлун  | Оэлун  | Оэлун  | Оэлун  | Оэлун  | Оэлун  |        |        |                      |                      |                      |                      |                      |                      |  |  |                  |                  |                  |                  |                  |                  |  |  |           |           |           |           |           |           |  |  | Есугей   | Есугей   | Есугей   | Есугей   | Есугей   | Есугей   |  |  | Сочихэл     | Сочихэл     | Сочихэл     | Сочихэл     | Сочихэл     | Сочихэл     |       |       |        |        |            |            |               |               |               |               |               |               |       |       |           |           |           |           |           |           |  |  |             |             |             |             |             |             |  |  |           |           |           |           |           |           |  |  |  |  |  |  |
| Оэлун  | Оэлун  | Оэлун  | Оэлун  | Оэлун  | Оэлун  |        |        |                      |                      |                      |                      |                      |                      |  |  |                  |                  |                  |                  |                  |                  |  |  |           |           |           |           |           |           |  |  | Есугей   | Есугей   | Есугей   | Есугей   | Есугей   | Есугей   |  |  | Сочихэл     | Сочихэл     | Сочихэл     | Сочихэл     | Сочихэл     | Сочихэл     |       |       |        |        |            |            |               |               |               |               |               |               |       |       |           |           |           |           |           |           |  |  |             |             |             |             |             |             |  |  |           |           |           |           |           |           |  |  |  |  |  |  |
|        |        |        |        |        |        |        |        |                      |                      |                      |                      |                      |                      |  |  |                  |                  |                  |                  |                  |                  |  |  |           |           |           |           |           |           |  |  |          |          |          |          |          |          |  |  |             |             |             |             |             |             |       |       |        |        |            |            |               |               |               |               |               |               |       |       |           |           |           |           |           |           |  |  |             |             |             |             |             |             |  |  |           |           |           |           |           |           |  |  |  |  |  |  |
|        |        |        |        |        |        |        |        |                      |                      |                      |                      |                      |                      |  |  |                  |                  |                  |                  |                  |                  |  |  |           |           |           |           |           |           |  |  |          |          |          |          |          |          |  |  |             |             |             |             |             |             |       |       |        |        |            |            |               |               |               |               |               |               |       |       |           |           |           |           |           |           |  |  |             |             |             |             |             |             |  |  |           |           |           |           |           |           |  |  |  |  |  |  |
| Бортэ  | Бортэ  | Бортэ  | Бортэ  | Бортэ  | Бортэ  |        |        | Тэмуджин (Чингисхан) | Тэмуджин (Чингисхан) | Тэмуджин (Чингисхан) | Тэмуджин (Чингисхан) | Тэмуджин (Чингисхан) | Тэмуджин (Чингисхан) |  |  | Хасар            | Хасар            | Хасар            | Хасар            | Хасар            | Хасар            |  |  | Хачиун    | Хачиун    | Хачиун    | Хачиун    | Хачиун    | Хачиун    |  |  | Тэмуге   | Тэмуге   | Тэмуге   | Тэмуге   | Тэмуге   | Тэмуге   |  |  | Бельгутей   | Бельгутей   | Бельгутей   | Бельгутей   | Бельгутей   | Бельгутей   |       |       | Бектер | Бектер | Бектер     | Бектер     | Бектер        | Бектер        |               |               |               |               |       |       |           |           |           |           |           |           |  |  |             |             |             |             |             |             |  |  |           |           |           |           |           |           |  |  |  |  |  |  |
| Бортэ  | Бортэ  | Бортэ  | Бортэ  | Бортэ  | Бортэ  |        |        | Тэмуджин (Чингисхан) | Тэмуджин (Чингисхан) | Тэмуджин (Чингисхан) | Тэмуджин (Чингисхан) | Тэмуджин (Чингисхан) | Тэмуджин (Чингисхан) |  |  | Хасар            | Хасар            | Хасар            | Хасар            | Хасар            | Хасар            |  |  | Хачиун    | Хачиун    | Хачиун    | Хачиун    | Хачиун    | Хачиун    |  |  | Тэмуге   | Тэмуге   | Тэмуге   | Тэмуге   | Тэмуге   | Тэмуге   |  |  | Бельгутей   | Бельгутей   | Бельгутей   | Бельгутей   | Бельгутей   | Бельгутей   |       |       | Бектер | Бектер | Бектер     | Бектер     | Бектер        | Бектер        |               |               |               |               |       |       |           |           |           |           |           |           |  |  |             |             |             |             |             |             |  |  |           |           |           |           |           |           |  |  |  |  |  |  |
|        |        |        |        |        |        |        |        |                      |                      |                      |                      |                      |                      |  |  |                  |                  |                  |                  |                  |                  |  |  |           |           |           |           |           |           |  |  |          |          |          |          |          |          |  |  |             |             |             |             |             |             |       |       |        |        |            |            |               |               |               |               |               |               |       |       |           |           |           |           |           |           |  |  |             |             |             |             |             |             |  |  |           |           |           |           |           |           |  |  |  |  |  |  |
|        |        |        |        |        |        |        |        |                      |                      |                      |                      |                      |                      |  |  |                  |                  |                  |                  |                  |                  |  |  |           |           |           |           |           |           |  |  |          |          |          |          |          |          |  |  |             |             |             |             |             |             |       |       |        |        |            |            |               |               |               |               |               |               |       |       |           |           |           |           |           |           |  |  |             |             |             |             |             |             |  |  |           |           |           |           |           |           |  |  |  |  |  |  |
| Джучи  | Джучи  | Джучи  | Джучи  | Джучи  | Джучи  |        |        |                      |                      |                      |                      |                      |                      |  |  |                  |                  |                  |                  |                  |                  |  |  | Чагатай   | Чагатай   | Чагатай   | Чагатай   | Чагатай   | Чагатай   |  |  | Дорегене | Дорегене | Дорегене | Дорегене | Дорегене | Дорегене |  |  | Угэдэй      | Угэдэй      | Угэдэй      | Угэдэй      | Угэдэй      | Угэдэй      |       |       |        |        | Сорхахтани | Сорхахтани | Сорхахтани    | Сорхахтани    | Сорхахтани    | Сорхахтани    |               |               | Толуй | Толуй | Толуй     | Толуй     | Толуй     | Толуй     |           |           |  |  |             |             |             |             |             |             |  |  |           |           |           |           |           |           |  |  |  |  |  |  |
| Джучи  | Джучи  | Джучи  | Джучи  | Джучи  | Джучи  |        |        |                      |                      |                      |                      |                      |                      |  |  |                  |                  |                  |                  |                  |                  |  |  | Чагатай   | Чагатай   | Чагатай   | Чагатай   | Чагатай   | Чагатай   |  |  | Дорегене | Дорегене | Дорегене | Дорегене | Дорегене | Дорегене |  |  | Угэдэй      | Угэдэй      | Угэдэй      | Угэдэй      | Угэдэй      | Угэдэй      |       |       |        |        | Сорхахтани | Сорхахтани | Сорхахтани    | Сорхахтани    | Сорхахтани    | Сорхахтани    |               |               | Толуй | Толуй | Толуй     | Толуй     | Толуй     | Толуй     |           |           |  |  |             |             |             |             |             |             |  |  |           |           |           |           |           |           |  |  |  |  |  |  |
|        |        |        |        |        |        |        |        |                      |                      |                      |                      |                      |                      |  |  |                  |                  |                  |                  |                  |                  |  |  |           |           |           |           |           |           |  |  |          |          |          |          |          |          |  |  |             |             |             |             |             |             |       |       |        |        |            |            |               |               |               |               |               |               |       |       |           |           |           |           |           |           |  |  |             |             |             |             |             |             |  |  |           |           |           |           |           |           |  |  |  |  |  |  |
|        |        |        |        |        |        |        |        |                      |                      |                      |                      |                      |                      |  |  |                  |                  |                  |                  |                  |                  |  |  |           |           |           |           |           |           |  |  |          |          |          |          |          |          |  |  |             |             |             |             |             |             |       |       |        |        |            |            |               |               |               |               |               |               |       |       |           |           |           |           |           |           |  |  |             |             |             |             |             |             |  |  |           |           |           |           |           |           |  |  |  |  |  |  |
| Бату   | Бату   | Бату   | Бату   | Бату   | Бату   |        |        | Боракчин-хатун       | Боракчин-хатун       | Боракчин-хатун       | Боракчин-хатун       | Боракчин-хатун       | Боракчин-хатун       |  |  | Берке            | Берке            | Берке            | Берке            | Берке            | Берке            |  |  | Чагатаиды | Чагатаиды | Чагатаиды | Чагатаиды | Чагатаиды | Чагатаиды |  |  | Гуюк     | Гуюк     | Гуюк     | Гуюк     | Гуюк     | Гуюк     |  |  | Огул-Гаймыш | Огул-Гаймыш | Огул-Гаймыш | Огул-Гаймыш | Огул-Гаймыш | Огул-Гаймыш |       |       | Хашин  | Хашин  | Хашин      | Хашин      | Хашин         | Хашин         |               |               |               |               |       |       |           |           |           |           |           |           |  |  |             |             |             |             |             |             |  |  |           |           |           |           |           |           |  |  |  |  |  |  |
| Бату   | Бату   | Бату   | Бату   | Бату   | Бату   |        |        | Боракчин-хатун       | Боракчин-хатун       | Боракчин-хатун       | Боракчин-хатун       | Боракчин-хатун       | Боракчин-хатун       |  |  | Берке            | Берке            | Берке            | Берке            | Берке            | Берке            |  |  | Чагатаиды | Чагатаиды | Чагатаиды | Чагатаиды | Чагатаиды | Чагатаиды |  |  | Гуюк     | Гуюк     | Гуюк     | Гуюк     | Гуюк     | Гуюк     |  |  | Огул-Гаймыш | Огул-Гаймыш | Огул-Гаймыш | Огул-Гаймыш | Огул-Гаймыш | Огул-Гаймыш |       |       | Хашин  | Хашин  | Хашин      | Хашин      | Хашин         | Хашин         |               |               |               |               |       |       |           |           |           |           |           |           |  |  |             |             |             |             |             |             |  |  |           |           |           |           |           |           |  |  |  |  |  |  |
|        |        |        |        |        |        |        |        |                      |                      |                      |                      |                      |                      |  |  |                  |                  |                  |                  |                  |                  |  |  |           |           |           |           |           |           |  |  |          |          |          |          |          |          |  |  |             |             |             |             |             |             |       |       |        |        |            |            |               |               |               |               |               |               |       |       |           |           |           |           |           |           |  |  |             |             |             |             |             |             |  |  |           |           |           |           |           |           |  |  |  |  |  |  |
|        |        |        |        | Сартак | Сартак | Сартак | Сартак | Сартак               | Сартак               |                      |                      |                      |                      |  |  |                  |                  |                  |                  |                  |                  |  |  |           |           |           |           |           |           |  |  |          |          |          |          |          |          |  |  |             |             |             |             |             |             |       |       | Хайду  | Хайду  | Хайду      | Хайду      | Хайду         | Хайду         |               |               |               |               |       |       |           |           |           |           |           |           |  |  |             |             |             |             |             |             |  |  |           |           |           |           |           |           |  |  |  |  |  |  |
|        |        |        |        | Сартак | Сартак | Сартак | Сартак | Сартак               | Сартак               |                      |                      |                      |                      |  |  |                  |                  |                  |                  |                  |                  |  |  |           |           |           |           |           |           |  |  |          |          |          |          |          |          |  |  |             |             |             |             |             |             |       |       | Хайду  | Хайду  | Хайду      | Хайду      | Хайду         | Хайду         |               |               |               |               |       |       |           |           |           |           |           |           |  |  |             |             |             |             |             |             |  |  |           |           |           |           |           |           |  |  |  |  |  |  |
|        |        |        |        |        |        |        |        |                      |                      |                      |                      |                      |                      |  |  |                  |                  |                  |                  |                  |                  |  |  |           |           |           |           |           |           |  |  |          |          |          |          |          |          |  |  |             |             |             |             |             |             |       |       |        |        |            |            |               |               |               |               |               |               |       |       |           |           |           |           |           |           |  |  |             |             |             |             |             |             |  |  |           |           |           |           |           |           |  |  |  |  |  |  |
|        |        |        |        |        |        |        |        |                      |                      |                      |                      |                      |                      |  |  |                  |                  |                  |                  |                  |                  |  |  |           |           |           |           |           |           |  |  |          |          |          |          |          |          |  |  |             |             |             |             |             |             |       |       |        |        |            |            |               |               |               |               |               |               |       |       |           |           |           |           |           |           |  |  |             |             |             |             |             |             |  |  |           |           |           |           |           |           |  |  |  |  |  |  |
| Улагчи | Улагчи | Улагчи | Улагчи | Улагчи | Улагчи |        |        | Феодора              | Феодора              | Феодора              | Феодора              | Феодора              | Феодора              |  |  | Глеб Василькович | Глеб Василькович | Глеб Василькович | Глеб Василькович | Глеб Василькович | Глеб Василькович |  |  |           |           |           |           |           |           |  |  |          |          |          |          |          |          |  |  |             |             |             |             | Мункэ       | Мункэ       | Мункэ | Мункэ | Мункэ  | Мункэ  |            |            | Хубилай       | Хубилай       | Хубилай       | Хубилай       | Хубилай       | Хубилай       |       |       | Хулагу    | Хулагу    | Хулагу    | Хулагу    | Хулагу    | Хулагу    |  |  | Докуз-хатун | Докуз-хатун | Докуз-хатун | Докуз-хатун | Докуз-хатун | Докуз-хатун |  |  | Ариг-Буга | Ариг-Буга | Ариг-Буга | Ариг-Буга | Ариг-Буга | Ариг-Буга |  |  |  |  |  |  |
| Улагчи | Улагчи | Улагчи | Улагчи | Улагчи | Улагчи |        |        | Феодора              | Феодора              | Феодора              | Феодора              | Феодора              | Феодора              |  |  | Глеб Василькович | Глеб Василькович | Глеб Василькович | Глеб Василькович | Глеб Василькович | Глеб Василькович |  |  |           |           |           |           |           |           |  |  |          |          |          |          |          |          |  |  |             |             |             |             | Мункэ       | Мункэ       | Мункэ | Мункэ | Мункэ  | Мункэ  |            |            | Хубилай       | Хубилай       | Хубилай       | Хубилай       | Хубилай       | Хубилай       |       |       | Хулагу    | Хулагу    | Хулагу    | Хулагу    | Хулагу    | Хулагу    |  |  | Докуз-хатун | Докуз-хатун | Докуз-хатун | Докуз-хатун | Докуз-хатун | Докуз-хатун |  |  | Ариг-Буга | Ариг-Буга | Ариг-Буга | Ариг-Буга | Ариг-Буга | Ариг-Буга |  |  |  |  |  |  |
|        |        |        |        |        |        |        |        |                      |                      |                      |                      |                      |                      |  |  |                  |                  |                  |                  |                  |                  |  |  |           |           |           |           |           |           |  |  |          |          |          |          |          |          |  |  |             |             |             |             |             |             |       |       |        |        |            |            |               |               |               |               |               |               |       |       |           |           |           |           |           |           |  |  |             |             |             |             |             |             |  |  |           |           |           |           |           |           |  |  |  |  |  |  |
|        |        |        |        |        |        |        |        |                      |                      |                      |                      |                      |                      |  |  |                  |                  |                  |                  |                  |                  |  |  |           |           |           |           |           |           |  |  |          |          |          |          |          |          |  |  |             |             |             |             |             |             |       |       |        |        |            |            | династия Юань | династия Юань | династия Юань | династия Юань | династия Юань | династия Юань |       |       | Хулагуиды | Хулагуиды | Хулагуиды | Хулагуиды | Хулагуиды | Хулагуиды |  |  |             |             |             |             |             |             |  |  |           |           |           |           |           |           |  |  |  |  |  |  |

## Итоги правления
При покорении найманов Чингисхан познакомился с началами письменного делопроизводства, часть находившихся на службе у найманов уйгуров поступили на службу к Чингисхану и были первыми чиновниками в монгольском государстве и первыми учителями монголов. По-видимому, Чингисхан надеялся впоследствии заменить уйгуров этническими монголами, так как велел знатным монгольским юношам, в том числе и своим сыновьям, учиться языку и письменности уйгуров. После распространения монгольского владычества, ещё при жизни Чингисхана, монголы пользовались также услугами чиновников и священнослужителей покорённых народов, в первую очередь китайцев и персов. В Монголии до сих пор используется старомонгольское письмо, появившееся в результате адаптации староуйгурского алфавита.
В области внешней политики Чингисхан стремился к максимальному расширению пределов подвластной ему территории. Для стратегии и тактики Чингисхана были характерны тщательная разведка, внезапность нападения, стремление расчленить силы противника, устройство засад с использованием специальных отрядов для заманивания неприятеля, маневрирование крупными массами конницы и так далее.
Тэмуджином и его потомками были сметены с лица земли великие и древние государства: Тангутское царство, государство Хорезмшахов, Чжурчжэньская империя Цзинь, Багдадский халифат, Волжская Булгария, Алания, покорена большая часть русских княжеств. Громадные территории были поставлены под управление степного закона — «Ясы».
В 1220 году Чингисхан основал Каракорум — будущую столицу Монгольской империи.

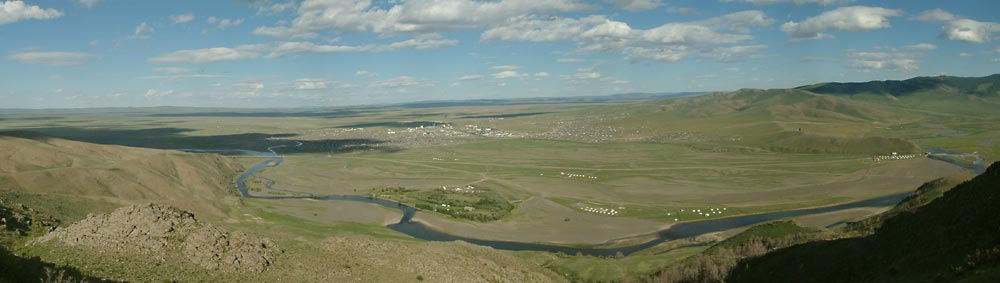
Место, где, возможно, располагался Каракорум, в 2003 году

### Хронология основных событий

Памятник Чингисхану в аэропорту Улан-Батора

- 1155 год — рождение Тэмуджина (также в литературе используются даты — 1162 и 1167 года).
- 1184 год (приблизительная дата) — пленение меркитами жены Тэмуджина — Бортэ.
- 1184/85 год (приблизительная дата) — освобождение Бортэ при поддержке Джамухи и Тоорила. Рождение старшего сына — Джучи.
- 1185/86 год (приблизительная дата) — рождение второго сына Тэмуджина — Чагатая.
- Октябрь 1186 года — рождение третьего сына Тэмуджина — Угэдэя.
- 1186 год — первый улус Тэмуджина (также вероятные даты — 1189/90 года), а также поражение от Джамухи.
- 1190 год (приблизительная дата) — рождение четвёртого сына Чингисхана — Толуя.
- 1196 год — объединённые силы Тэмуджина, Тоорил-хана и войск Цзинь наступают на племя татар.
- 1199[27]/1202 год[46] — победа объединённых сил Тэмуджина, Ван-хана и Джамухи над племенем найманов во главе с Буюрук-ханом.
- 1200 год — победа совместных сил Тэмуджина и Ван-хана над племенем тайчиутов.
- 1202 год — разгром Тэмуджином татарских племён.
- 1203 год — битва с кереитами при Харахалджит-Элетах. Балджунский договор.
- Осень 1203 года — победа над кереитами.
- Лето 1204 года — победа над племенем найманов во главе с Таян-ханом.
- Осень 1204 года — победа над племенем меркитов.
- Весна 1205 года — нападение и победа над сплочёнными силами остатков племени меркитов и найманов.
- 1205 год — предательство и сдача Джамухи его нукерами Тэмуджину; казнь Джамухи.
- 1206 год — на курултае Тэмуджину присваивают титул «Чингисхан».
- 1207—1210 года — нападения Чингисхана на государство тангутов Си Ся.
- 1215 год — падение Чжунду (современного Пекина).
- 1219—1223 года — завоевание Чингисханом Средней Азии.
- 1223 год — победа монголов во главе с Субэдэем и Джебе на реке Калка над русско-половецким войском.
- Весна 1226 года — нападение на государство тангутов Си Ся.
- Осень 1227 года — падение столицы и государства Си Ся. Смерть Чингисхана.

## Происхождение имени и титула «Чингис»
В отношении появления слова «чингис» в лексике древнемонгольского языка среди учёных нет единого мнения. Слово «чингис» засвидетельствовано во многих китайских, персидских и монгольских источниках. Существует несколько версий происхождения слова. Трудности этимологизации слова и титула «чингис» заключаются в том, что морфологический состав этого слова весьма узок. Первоначальная семантика слова была утрачена или искажена в источниках.
Первым объяснение слова «чингис» дал Рашид ад-Дин. «По-монгольски же чинг значит „крепкий“, а „чингис“ — множественное число от него». Вслед за Рашид ад-Дином К. д’Оссон считал, что титул Чингис-хан значит хан могучих. Н. Н. Козьмин разделил слово «чингис» на два значащих слога: «чинг» и «гис» («гиз»), первый из которых по-монгольски означает «сильный, крепкий», а второй является частицей и множественным числом.
Согласно БРЭ, «Чингис-хан» — почётный титул, восходящий к тюркскому «тенгиз», что означает море. Данная версия была высказана Г. Рамстедтом и П. Пеллио. П. Пеллио, предлагал "считать слово «чингис» монгольской формой тюркского «тэнгис» «море, океан». В этой интерпретации титул «Чингис-хан» означает «хан-океан, хан, обширный и могучий, беспредельный, как океан», что в переносном смысле означало «владыка вселенной». Н. Ц. Мункуев писал, что Г. Рамстедт и П. Пеллио «высказали независимо друг от друга предположение о том, что „чингис“ является палатализованной формой тюрко-монгольского tenggis — море». По трактовке С. Гугенхейма, имя и титул Чингис переводится как «великий повелитель», дословно «повелитель бескрайних вод».
Гипотезу П. Пеллио отвергали Б. Я. Владимирцов и Г. Н. Румянцев. Согласно Б. Я. Владимирцову, «…трудно себе представить, чтобы общеизвестное слово и впоследствии сохранившее в себе первоначальный консонантизм, могло бы вдруг подвергнуться такому большому изменению, как t > с, став прозвищем монгольского хана». По мнению филолога А. Л. Ангархаева, «мысль, что гипотеза Рамстедта, заключающаяся в парадигме тенгис „море“ = чингис „кажется неприемлемой“».
Ш.-Н. Цыденжапов сближает слова tengges ‘море’ и шэнгэн ‘жидкость’, считая их однокоренными, второе из них предлагает «при замене конечного согласного -н окончанием множественного числа -с древнемонгольского языка приобрело бы значение, называющее „обилие жидкости“ … выводит слово „шэнгэс“ ‘море’, имеющее общее происхождение с его синонимом „тенкис“».
Д. Банзаров искал ответы в этимологизации слова «чингис» в китайских источниках. По его мнению, слово «чингис» восходит к хуннскому титулу tchen-you, чен-ю, по северному китайскому произношению шань-юй. М. Джолжанов частично был согласен с идеей Д. Банзарова. По их мнению, титул «чингис» является символическим выражением понятия «сын вечного неба». При этом М. Джолжанов ссылается на калмыцкое «жингес» со значением «вечный, бесконечный».
Е. И. Кычанов писал о возможности появления слова «чингис» из тайного шаманского лексикона монголов. Д. Банзаров, основываясь на монгольских рукописях, писал что, Тэмуджин сделал своим титулом имя Хаджир Чингис-тенгри, одного из духов-сыновей неба. Его мнение было поддержано В. В. Бартольдом и Л. Н. Гумилёвым. Б. Я. Владимирцов также предполагал, что Тэмуджин получил титул от имени светлого духа, которому поклонялись монголы.
В. Шотт был склонен этимологизировать титул «чингис» от монгольского слова чинуа — «волк». Б. С. Дугаров связывал слово «чингис» с именем Буртэ-Чино. Он считал, что появление слова связано с тотемом волка у монголов. Н. Н. Убушаев полагал, что Чингис-хан в своём имени возродил название тотема волка.
В. П. Васильев, основываясь на работах Чжао Хуна, считал, что «чингис» является монгольской формой китайского «тянь-цзы» — «пожалованный небом». Э. Хениш предложил версию, заключавшуюся в том, что титул «чингис» можно связать с китайским «чжэн» — «правильный, справедливый». Р. К. Дуглас возводил происхождение слова «чингис» к китайскому «цзин-сы» — «совершенный воин».
Б. И. Панкратов полагал, что слово чингис этимологизируется из персидского языка и означает «завоеватель мира». По его мнению, персидское «джахан-гир» в монгольском языке развивалось следующим путём: джахан-гир — джангир — джингир — джингис. Кроме этого он полагал, что джангир был также ранней формой калмыцкого Джангар.

## Мнения и оценки личности Чингисхана
Оценки в русской и западной историографии варьировались.

### Положительные
Попытки положительно оценить вклад Чингисхана в мировую историю предпринимались учёными ещё в середине XX столетия. В монографии 1979 года немецкий востоковед П. Рачневский отметил такие качества монгольского вождя, как дипломатичность, справедливость при дележе военной добычи, покровительство ремесленникам и учёным. Другие западные историки, Дж. Сондерс и Г. Х. Хоуорт, утверждали, что монгольские завоевания способствовали развитию культурного диалога между Европой, Китаем и Ближним Востоком.
Некоторые историки отмечают, что Чингисхан установил определённые уровни меритократии во время своего правления, был терпим к разным религиям и ясно объяснял свою политику всем своим подданным.

#### В средневековой Европе
Чингисхан имел особенно положительную репутацию среди нескольких западноевропейских просветителей в Средние века. Венецианский купец Марко Поло писал о Чингисхане следующее: 
«Случилось, что в 1187 году татары выбрали себе царя, и звался он по-ихнему Чингисхан, был человек храбрый, умный и удалой; когда, скажу вам, выбрали его в цари, татары со всего света, что были рассеяны по чужим странам, пришли к нему и признали его своим государем. Страною этот Чингисхан правил хорошо. Что же вам ещё сказать? Удивительно даже, какое тут множество татар набралось. Увидел Чингисхан, что много у него народу, вооружил его луками и иным ихним оружием и пошёл воевать чужие страны. Покорили они восемь областей; народу зла не делали, ничего у него не отнимали, а только уводили его с собою покорять других людей. Так-то, как вы слышали, завоевали они множество народу. А Народ видит, что правление хорошее, царь милостив, и шёл за ним охотно». 
Английский философ Роджер Бэкон приветствовал научную и философскую энергию империи Чингисхана. Другой англичанин, поэт «отец английской поэзии» Джефри Чосер, писал о Чингисхане:
Благородного короля звали Чингисханом

Который в своё время пользовался такой славой

Что не было нигде ни в одной области

Такого прекрасного владыки во всём.

#### В Китае
Маньчжурская династия Цин после прихода к власти стала восхваливать Чингисхана как бога в соответствии с обычаями тибетского буддизма, а Нурхаци и Абахай стали преподносить себя как перерожденцами Чингисхана. В период династии Цин к Чингисхану и другим монгольским вождям средневековья относились с особым почтением, а монголы находились под её особой «опекой».
Первым кто объявил Чингисхана национальным героем Китая, в конечном счете, был Чан Кайши. Чингисхан в его интерпретации был китайским императором, независимо от его этнической принадлежности и был первым китайцем, покорившим Россию, а долгое господство его наследников над Москвой преподносилось как исторический прецедент окончательной победы Чан Кайши над коммунистической партией Китая, которую считали организацией, представляющей интересы Москвы. В это же время, однако, новый лидер КПК Мао Цзэдун говорил монголам Внутренней Монголии, что только сражение коммунистов поможет им сохранить славное наследие Чингисхана. В этом смысле Мао радикально отличался от советской идеологии, где Чингисхана было принято изображать только в негативном свете.

#### В России
«Евразийцы больше гордятся своей связью с Чингисханом, чем с Платоном и греческими учителями Церкви… Чингисхана они явно предпочитают святому Владимиру».

## Память

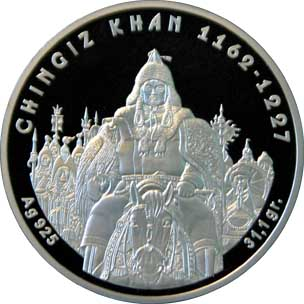
Реверс казахстанской памятной монеты номиналом 100 тенге, посвящённой Чингисхану

- В 1962 году в честь 800-летия со дня рождения Чингисхана скульптором Л. Махвалом в сомоне Дадал Хэнтэйского аймака была установлена памятная стела с его портретом.
- С 1991 года на банкнотах достоинством 500, 1000, 5000, 10000 и 20000 монгольских тугриков стало размещаться изображение Чингисхана.
- В 2000 году нью-йоркский журнал «Time» объявил Чингисхана «человеком тысячелетия».
- В 2002 году по постановлению ВГХ Монголии был учреждён орден Чингисхана («Чингис хаан» одон) — новая высшая награда страны[79]. Демократическая партия Монголии имеет в качестве высшей партийной награды орден со схожим названием — «Орден Чингиса» (Чингисийн одон). В Хайларе (КНР) была построена площадь Чингисхана.
- В 2005 году международный аэропорт Буянт-Уха в Улан-Баторе был переименован в Аэропорт имени Чингисхана. На хайларской площади Чингисхана установлен памятник.
- В 2006 году перед Дворцом правительства Монголии на центральной площади столицы был установлен памятник Чингисхану[80] и двум его полководцам — Мухали и Боорчу.
- В 2008 году на перекрёстке автомобильных дорог около международного аэропорта Улан-Батора был установлен памятник[81]. В местности Цонжин-Болдог аймака Туве была завершена конная статуя Чингисхана.
- В 2011 году в Монголии была основана авиакомпания «Чингис Эйрвейс».
- В 2012 году в Лондоне была установлена конная статуя Чингисхана работы российского скульптора Д. Б. Намдакова. Днём рождения Чингисхана в Монголии официально объявлен первый день первого зимнего месяца по лунному календарю (в 2012 году — 14 ноября), ставший государственным праздником и выходным — Днём гордости Монголии[82]. В программу празднования входит церемония чествования его статуи на центральной площади столицы.
- В 2013 году имя Чингисхана было присвоено главной площади столицы Монголии[83]. Решение было отменено в 2016 году.
- В 2019 году в посёлке Привольный (Калмыкия) установлена скульптурная композиция, посвящённая Чингисхану[84].
- В 2022 году в честь 860-летия Чингисхана в столице Монголии, Улан-Баторе, открылся музей «Чингисхан», посвящённый легендарному правителю[85].
- В 2023 году именем Чингисхана был назван паразитический клещ Macronyssus temujini (Gamasina: Macronyssidae), обнаруженный на территории национального парка «Тункинский» в Бурятии, которая являлась частью Монгольской империи[86].
- В 2024 году было объявлено о начале работ по созданию туристического объекта «Плато Чингисхана» в пригороде Улан-Удэ, столицы Бурятии[87].

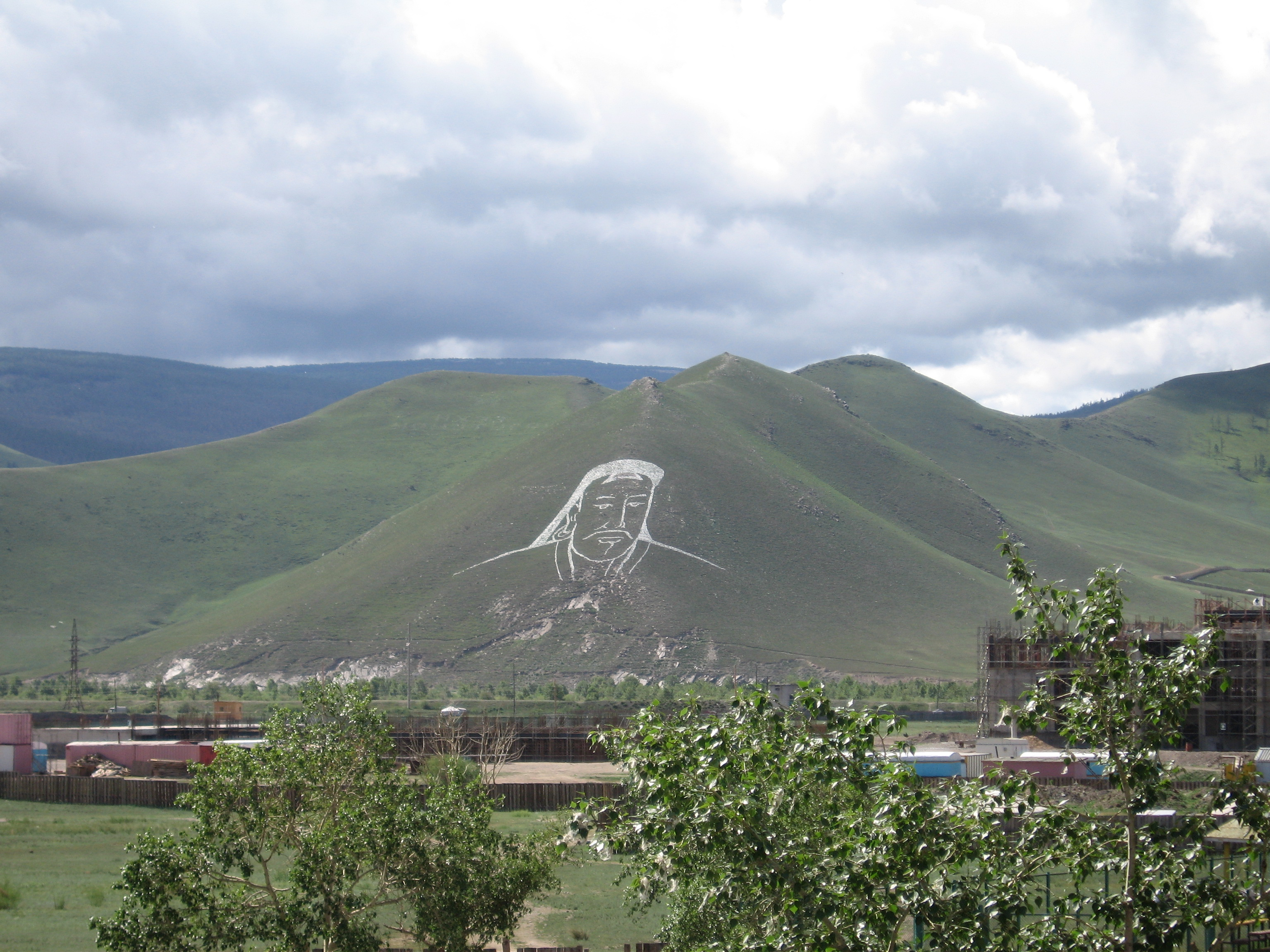
Геоглиф с изображением Чингисхана в Улан-Баторе, 2006
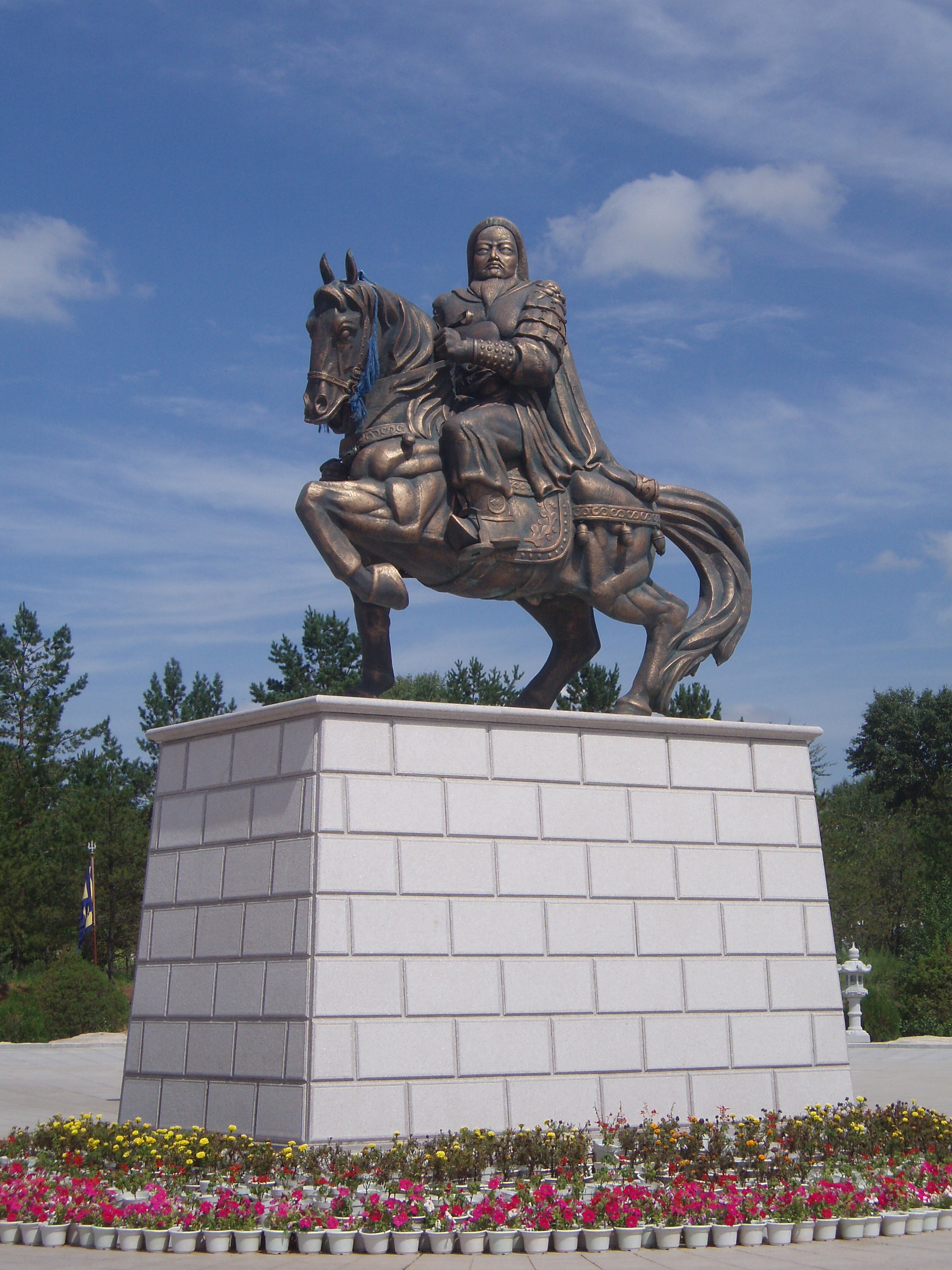
Статуя Чингисхана в мавзолее Чингисхана
Статуя Чингисхана в Цонжин-Болдоге
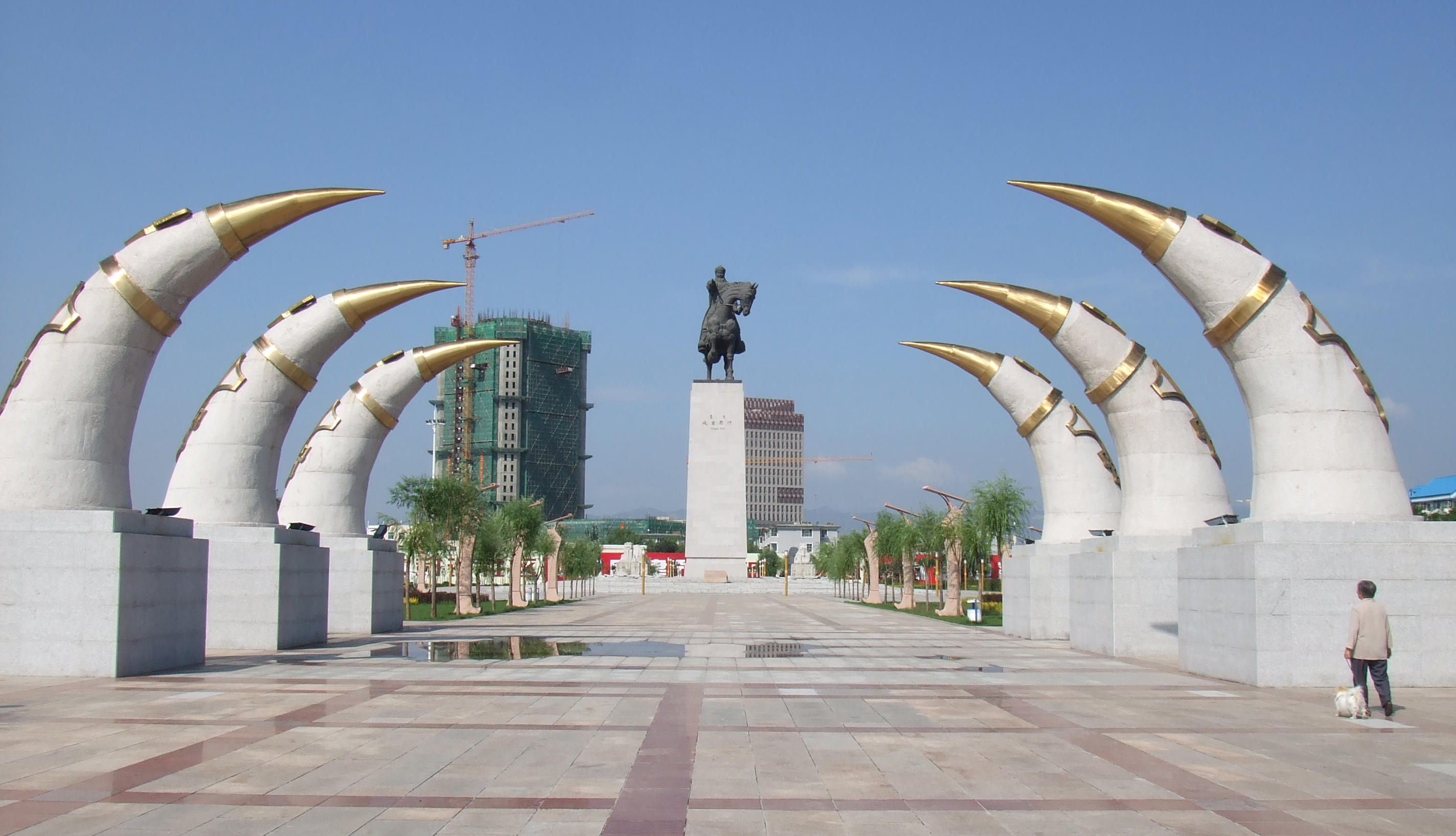
Статуя Чингисхана в Хух-Хото
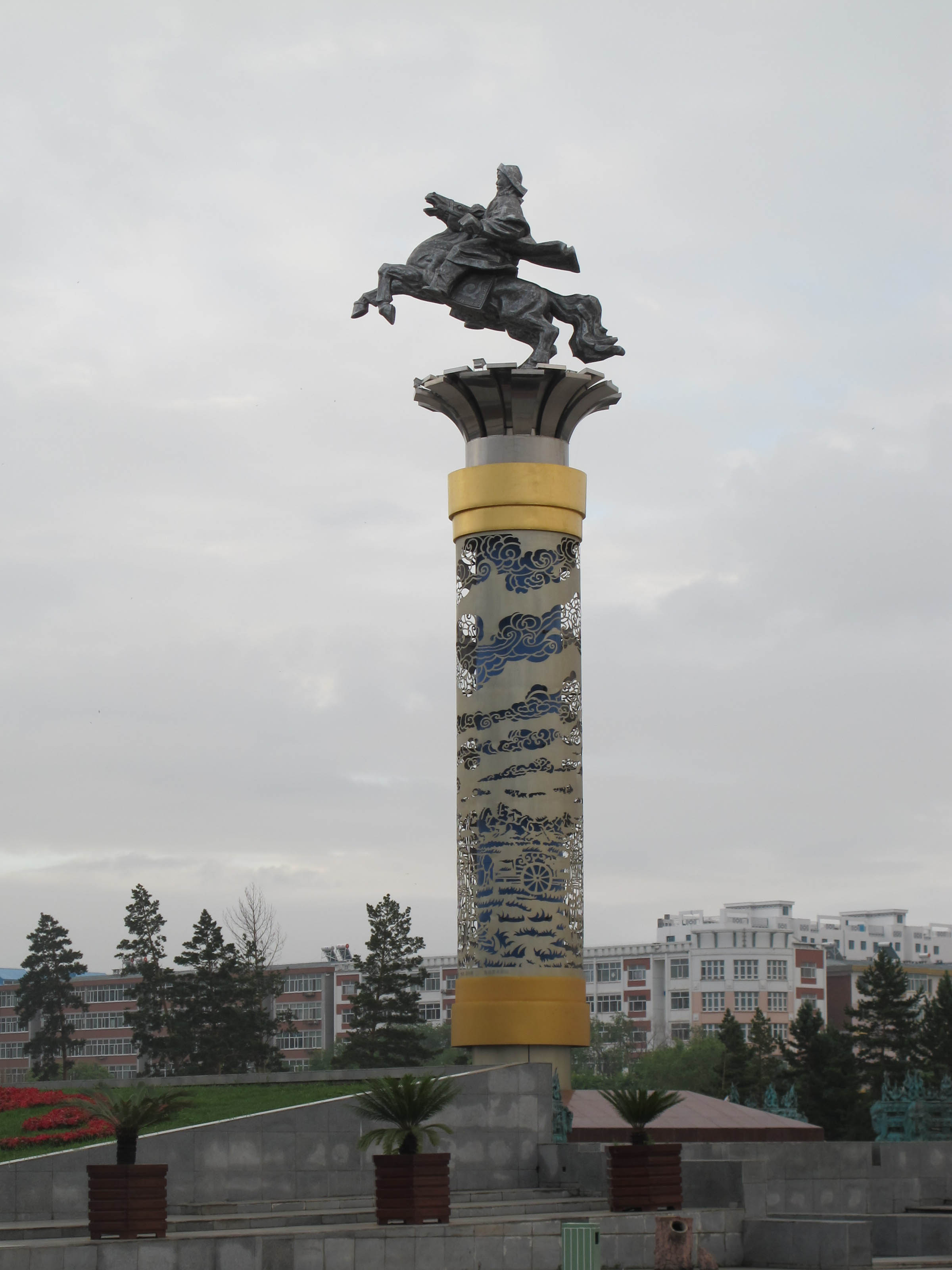
Монумент Чингисхану в Хулун-Буире
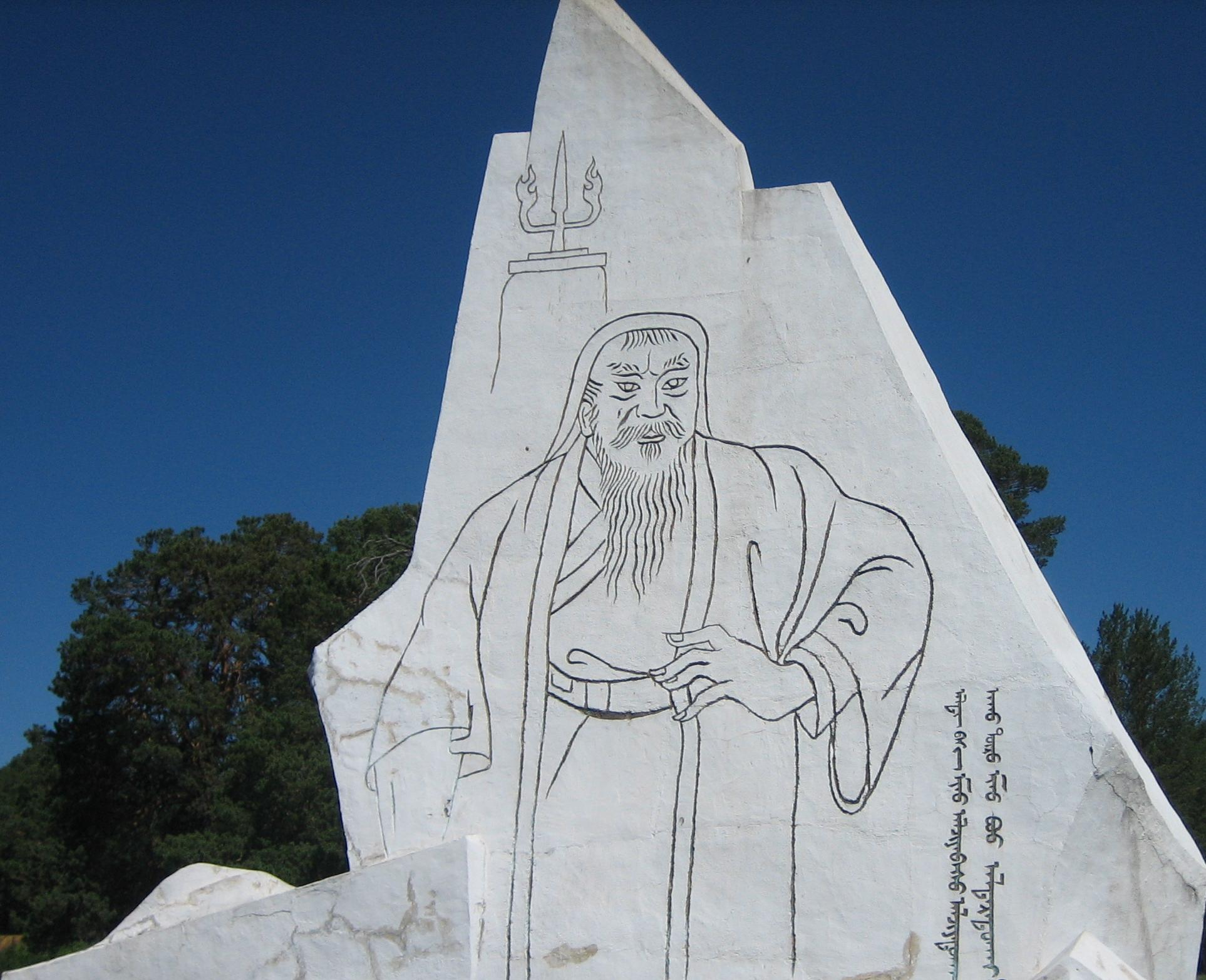
Монумент Чингисхану в Дадале
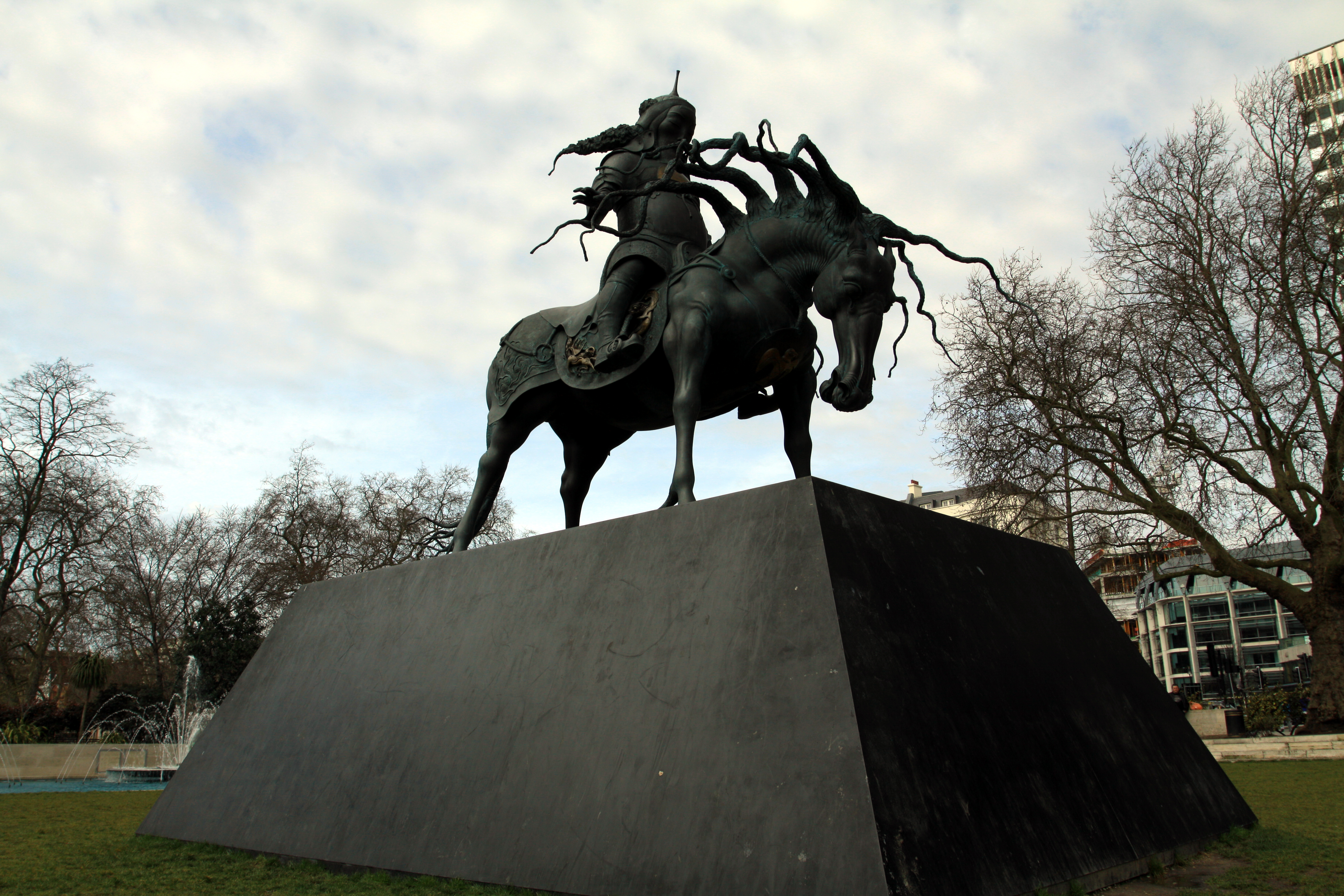
Статуя Чингисхана в Лондоне. Автор — Даши Намдаков

## Образ в искусстве

### В литературе
- «Молодой богатырь Тэмуджин» (монг. Баатар хөвгүүн Тэмүүжин) — пьеса С. Буяннэмэха (1927);
- «Белое облако Чингизхана» — рассказ, включённый в роман Чингиза Айтматова «И дольше века длится день»;
- «Райсуд» — гротескно-фантастический рассказ О. Э. Хафизова[88];
- «Жестокий век» — исторический роман И. К. Калашникова (1978);
- «Чингиз-хан» — первый роман из трилогии советского писателя В. Г. Яна (1939);
- «По велению Чингис-хана» — трилогия якутского писателя Н. А. Лугинова (1998);
- «Чингисхан» — трилогия С. Ю. Волкова (проект «Этногенез»);
- «Первый нукер Чингисхана» и «Тэмуджин» — книги А. С. Гатапова;
- «Повелитель войны» — книга И. И. Петрова;
- «Чингизхан» — дилогия немецкого писателя Курта Давида («Чёрный Волк» (1966), «Тенгери, сын Чёрного Волка» (1968));
- «Путь в другой конец бесконечности» — Арво Валтон;
- «Воля неба» — исторический роман Артура Лундквиста;
- «Монгол» — роман американского писателя Тейлора Колдуэлла;
- «Чингиз-хан» — драма бельгийского писателя Анри Бошо (1960);
- «Повелитель вселенной» — роман американской писательницы Памелы Сарджент (1993);
- «Завоеватель» — пенталогия английского писателя Иггульдена Конна (2007—2011);
- «Ждите, я приду» — роман российского писателя Ю. И. Фёдорова;
- Чингисхан является героем манги Кэнтаро Миуры «Король Волков» (King of Wolves). По сюжету манги, Чингисхан — это японский полководец Минамото-но Ёсицунэ, избежавший гибели в 1189 году.

### В музыке
- «Dschinghis Khan» — название немецкой музыкальной группы, записавшей одноимённые альбом и песню;
- «Genghis Khan» — инструментальная композиция британской рок-группы Iron Maiden (альбом Killers, 1981);
- «Genghis Khan» — песня исполнительницы немецкого происхождения Нико (альбом Drama of Exile, 1981);
- «Чингис» — песня монгольской гранж-рок-группы «Нисванис» (альбом «Нисдэг таваг», 2006);
- «Genghis Khan» — песня американо-бразильской грув-метал группы Cavalera Conspiracy;
- «The Great Chinggis Khaan» — песня монгольской фолк-метал группы The Hu.
- «Hordes of Khan» — песня шведской пауэр-метал группы Sabaton

### В кино
Художественные фильмы
- Мануэль Конде и Сальвадор Лу «Чингисхан» / «Genghis Khan» (Филиппины, 1950);
- Марвин Миллер «Золотая Орда» (США, 1951);
- Раймонд Бромли «You Are There» (телесериал, США, 1954);
- Джон Уэйн «Завоеватель» (США, 1956);
- Рольдано Лупи «Монголы» / «I mongoli» (Италия, 1961); «Maciste nell’inferno di Gengis Khan» (1964);
- Омар Шариф «Чингисхан» (Великобритания, ФРГ, Италия, США, 1965);
- Том Рид «Permette? Rocco Papaleo» (Италия, 1971);
- Мондо «Shanks» (США, 1974);
- Пол Чун «Сказание о героях, стреляющих в орлов» (Гонконг, 1982);
- Гел Дели «Чингисхан» (КНР, 1986);
- Болот Бейшеналиев «Гибель Отрара» (СССР, Казахфильм, 1991);
- Ван Цзиянг «Урга — территория любви» (СССР, Франция, 1991);
- Агваанцэрэнгийн Энхтайван «Под властью Вечного Синего Неба»[монг.] (Монголия, 1992)
- Ричард Тайсон «Чингисхан» (США, 1992); «Чингис хан: история жизни» (2010);
- Рассел Малкэй «Тень» / «The Shadow» (США, 1994);
- Батдоржийн Баасанджав «Равный небу Чингисхан» (1997);
- Тумэн «Чингисхан» (Китай, 1998); «Чингисхан» (Монголия, 2000);
- Богдан Ступка «Тайна Чингисхана» (Украина, 2002);
- Батдоржийн Баасанджав телесериал «Чингисхан» (Китай, 2004)[89];
- Баярто Ендонов «Первый нукер Чингисхана» (Россия, Бурятия, 2005);
- Оржил Макхаан «Чингисхан» (Монголия, 2005);
- Асанали Ашимов («Сага древних булгар», фильм 3 «Сага о любви дочери Чингисхана» (2005);
- Дуглас Ким «Чингис» (США, 2007);
- Такаси Соримати «Чингиз-хан. На край земли и моря» (Япония-Монголия, 2007);
- Таданобу Асано «Монгол» (Казахстан, Россия, Германия, 2007);
- Эдуард Ондар «Тайна Чингис Хаана» (Россия-Монголия-США, 2009);
- Уильям Чен «Чингисхан» (Китай, 2018);
- Хон Пинг Танг «Железное небо: Грядущая раса» (2018).

Мультипликационные фильмы
- Чингисхан и его сын Джучи — главные действующие лица мультфильма «Аксак кулан» («Казахфильм», 1968).

Документальные фильмы
- Тайны древности. Варвары. Часть 2. Монголы (США; 2003);
- Genghis Khan — Rider of the Apocalypse (2004);
- Genghis Khan — Rise Of Mongol Empire Фильм производства BBC (Великобритания; 2005). Основан на «Сокровенном сказании монголов».

### В компьютерных играх
- Чингисхан выступает в качестве предводителя народа монголов в серии компьютерных игр «Цивилизация»;
- Чингисхан появляется в качестве основателя Монгольской империи в играх Crusader Kings 2 и Crusader Kings 3;
- В серии игр Genghis Khan от Koei вам в качестве Чингисхана нужно разбить всех лордов и занять большую часть Азии;
- Чингисхан присутствует в числе генералов в играх Age of War 1 и 2 в режиме Generals Mode;
- В компьютерной игре Stellaris от студии Paradox мародёры могут объединиться под предводительством великого хана и начать завоевание всей галактики;
- В Stronghold Warlords присутствует кампания, повествующая о становлении и завоеваниях Чингисхана. Также он присутствует в качестве одного из противников для режима сражений.

### Комментарии
1. ↑  Первоначальная версия портрета была чёрно-белой, изготовлена монгольским художником Хо-ли-хосуном в 1278 году по заказу Хубилая.